# ランボルギーニ・カウンタック
カウンタック（Countach）は、イタリアの自動車メーカー、ランボルギーニが1974年から1990年にかけて生産・販売していたスーパーカーである。

## 概要

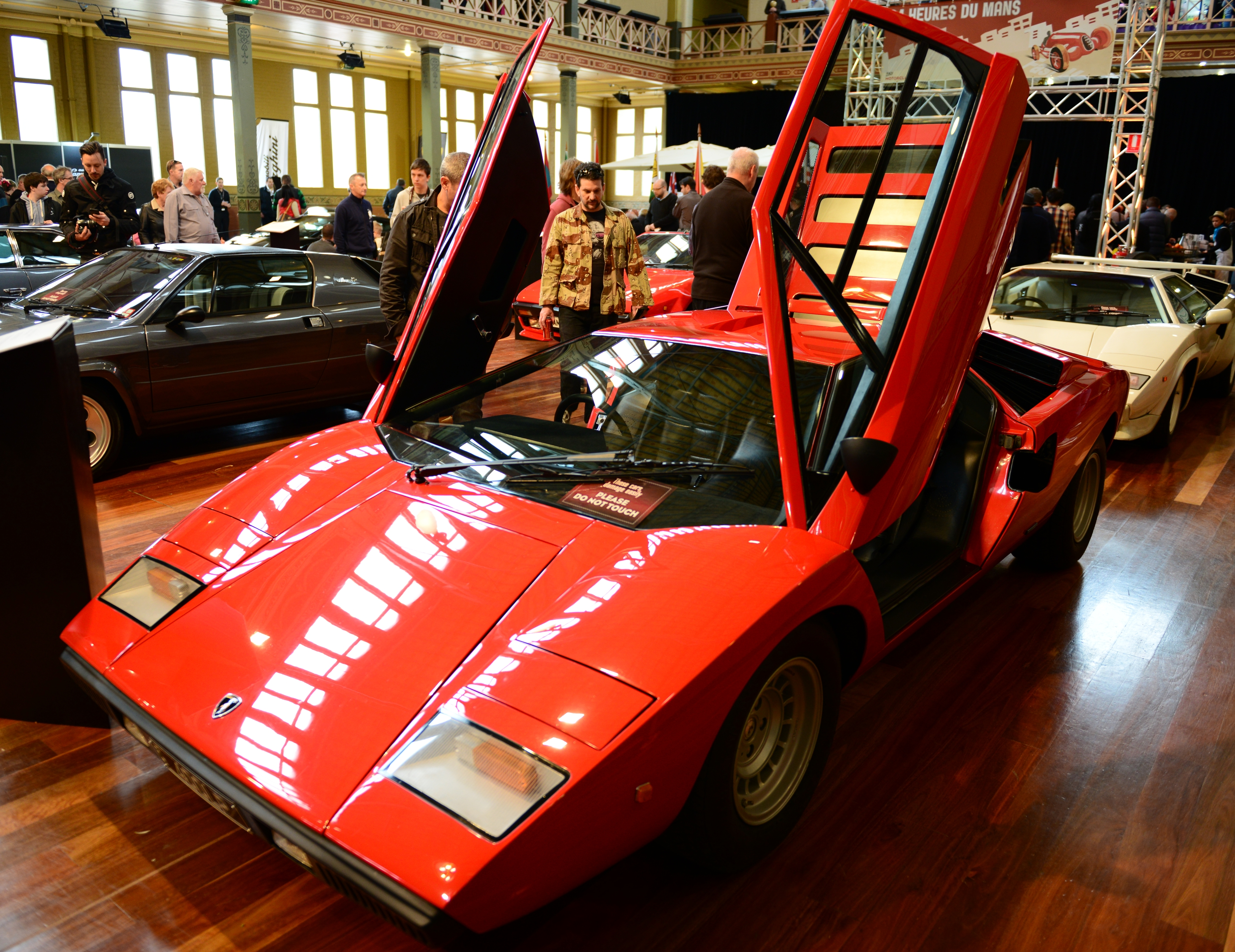
LP400
特徴的なシザードア

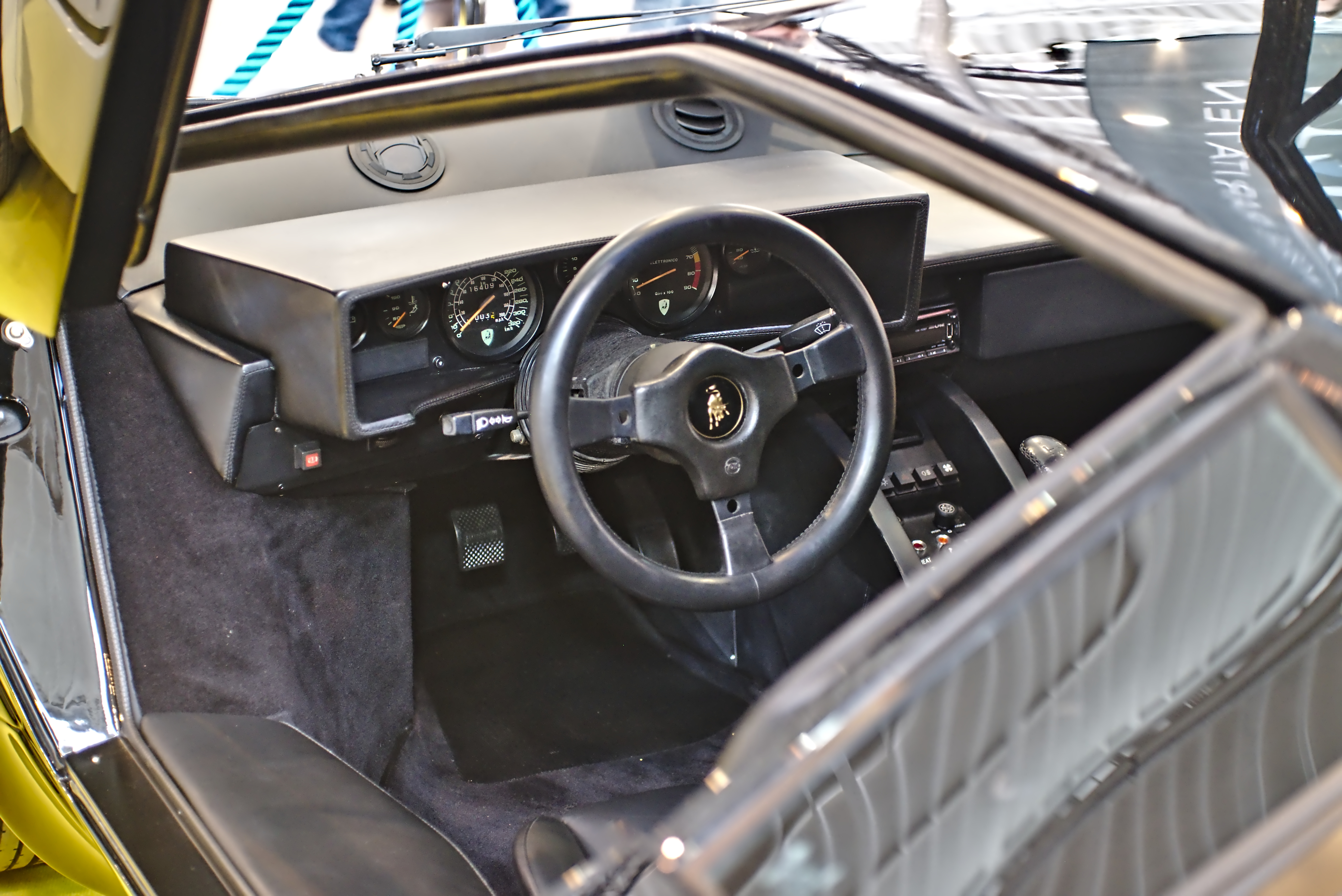
インテリア

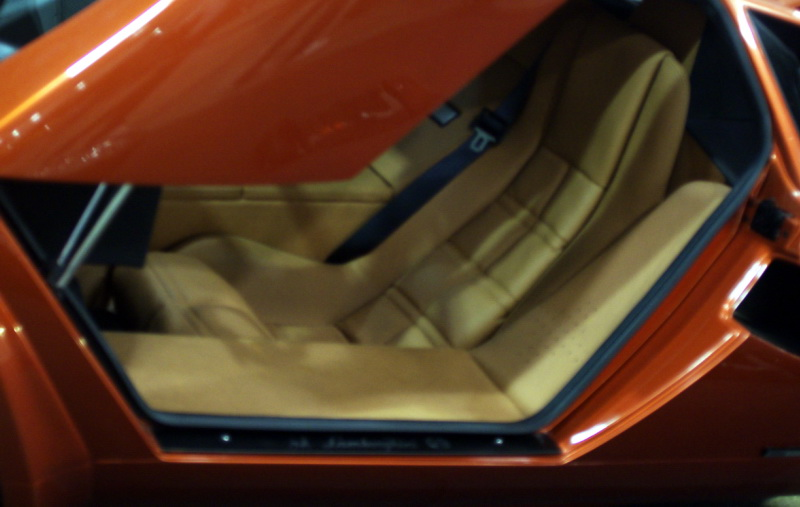
シートの正方形キルトステッチ

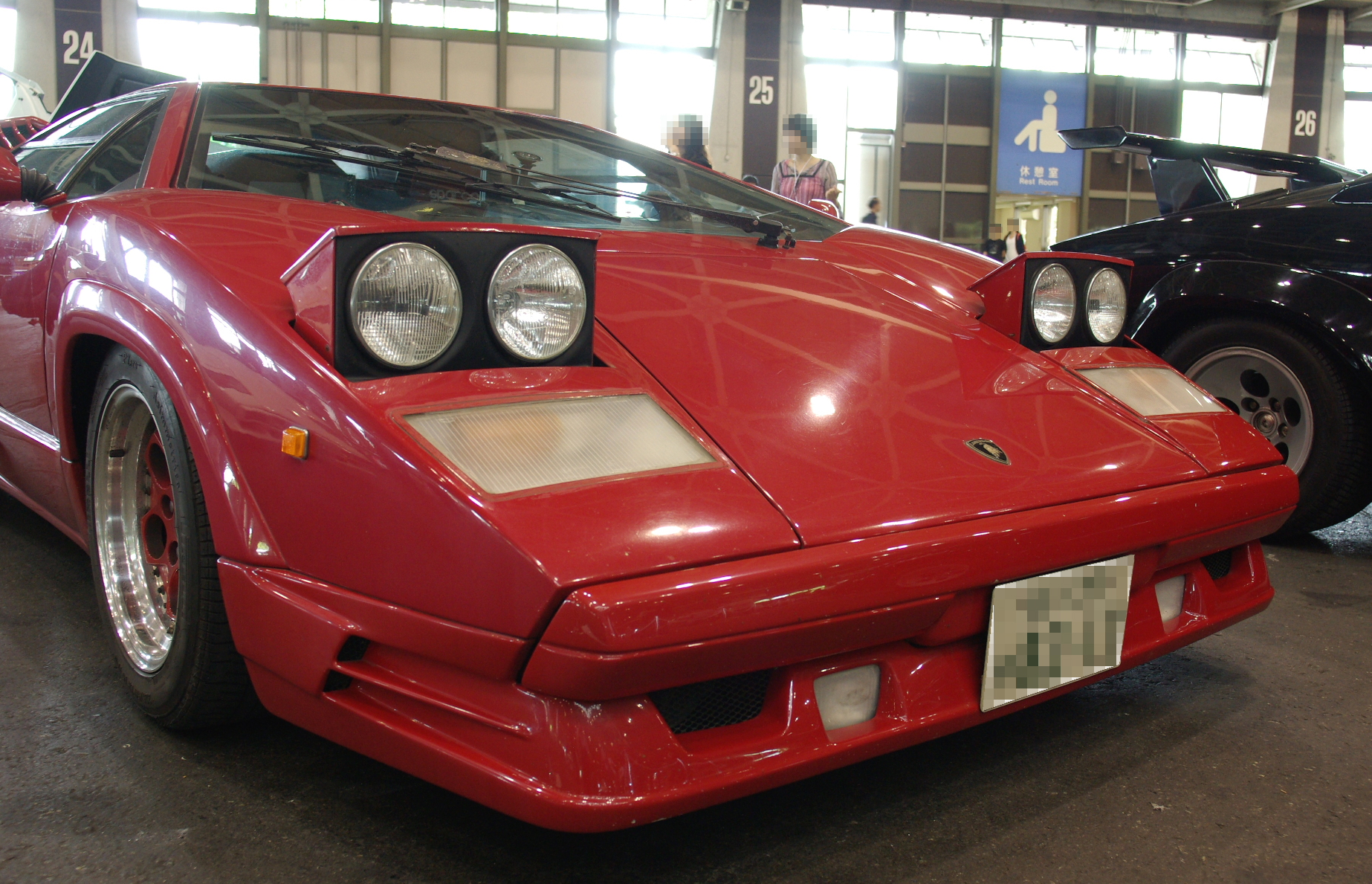
リトラクタブルヘッドランプを上げたアニバーサリー

1970年、それまでのミウラに代わるモデルとして「LP112」というプロジェクトネームで開発がスタートした。いわゆるスーパーカーを代表する自動車であり、自然吸気（NA）では当時高出力であった大排気量V型12気筒エンジンを搭載するほか、背部の特殊なエアインテークを始めとする内外デザイン、メカニズム、シャシ構造、パッケージングなどの面においても異彩を放ち、1970年代後半から1980年代にかけて日本で巻き起こった「スーパーカーブーム」の主役となった。
ブーム時には「最高速度300 km/h」という公称値が話題となり、シザーズドア、リトラクタブル・ヘッドライトとともに人気の一端を担っていた。しかし、車体下に気流が入って揚力が発生したり、巨大なエアスクープの空気抵抗、導入された気流によって後輪のトラクションが低下するなど、ボディは空力的には問題が多く、対策としてLP400S以降のモデルにはエアロパーツが追加され、オプションでリアウィングも装備されるようになったが、このリアウィングが生み出すリアのダウンフォースが強く、高速走行時には前輪の接地感が薄れるという欠点もあり、それを補うために5000Sではフロントウイングまでもディーラーオプションで登場するという始末であった。なお、特徴的なエアスクープとその下にあるルーバーは、別個の空気取り入れ口ではなくデザインのためのものであり、中で1つの大きなボックスになっている。全高が極端に低く、5000QV以降はダウンドラフトタイプのキャブレターに変更した事により、エンジンフードに突起物（バルジ）が追加され、後方視界は更に悪化した。
販売期間が16年という長期に及んだため、ランボルギーニ史上ではウラカン、ガヤルド、ウルスに次いで生産台数が多い。

## 車名の由来
カウンタック(Countach)とは、イタリア北西部ピエモンテ地方の方言における驚異、驚きの感嘆詞である「Contacc」（ピエモンテ語での発音はクンタッチ[kunˈtatʃ]に近い）の綴りを一部改変したもので、後年に元開発チームのマルチェロ・ガンディーニが明かし、パオロ・スタンツァーニが補足している。フランス語では「クンタッシュ」[kuntaʃ]、英語では「クーンターシュ」[kuːnˈtɑːʃ]のように発音される。日本では「カウンタック」の呼称が広く浸透しているが、ランボルギーニジャパンではカウンタック50周年の2021年現在、「Countach」とアルファベットで表記している。
カウンタックのプロトティーポをジュネーヴ・モーターショーの出展に間に合わせるため作業に追われていた時期に、ランボルギーニとベルトーネ両社でストライキが勃発。会社施設を使えなくなった事情で、拠点をベルトーネ本社（ピエモンテ州トリノ）近郊の納屋に移して徹夜での作業を再開する。そんな折、近所に住む農夫が深夜に物音がするのを不審に思い、納屋の確認に訪れた。その時プロトティーポを見て発した一言が、ピエモンテ方言の「クンタッチ」であった。スタンツァーニによれば、この方言はのちにベルトーネのスタッフから訊いて意味が分かったという。
開発スタッフの中にピエモンテ州出身者がおり、上述の件以降から作業中口癖のように「クンタッチ」と冗談を言いあっていた。そして洒落のつもりで、いっそのことプロトティーポの車名にしてはどうかと提案。イギリス人スタッフでテストドライバーのボブ・ウォレスに確認したところ「発音的響きは悪くない」という結論に達し、正式に英語綴りで「Countach」に決まった。
カウンタックの後に付与されるモデルごとの詳細な命名法則は、イタリア語で「縦方向後部」、すなわち縦置きミッドシップを示す「LP」（Longitudinale Posteriore）と、その後に続く3桁の数字は公称排気量（cc単位、10分の1表記）を示している。プロトティーポおよび初期の生産モデルでは、3.9 Lエンジンの場合は「400」、4.8 Lおよび5 Lエンジンの場合は「500」で、高性能モデルにはミウラと同様に「S」（エッセ、スポーツ〈sport〉の略）が付与される。なお、イタリア語での発音はLPが「elle pi」（エッレ ピ）、400が「quattrocento」（クァットロチェント）、500が「cinquecento」（チンクェチェント）、5000が「cinquemila」（チンクェミラ）、25thアニバーサリーが「venticinque anniversario」（ヴェンティチンクエ アンニヴェルサーリオ）などである。
1970年のLP112プロジェクトには、「1番目のの縦置き12気筒モデル」という意味がある。

## スタイリング
ベルトーネデザインスタジオのマルチェロ・ガンディーニが手がけたカウンタックのデザインテーマは「プロペラのねじれ」で、ランボルギーニ、アルファロメオ、ランチアの一連のベルトーネのコンセプトカーの幾何学的なデザイン、特にアルファロメオ・カラボ（1968年）やランチア・ストラトスHFゼロ（1970年）は、カウンタックの直接的なスタイリングの先駆けともいえる存在で、極端なくさび形のウェッジシェイプ、低く平らなフロント、切り詰められたテールエンドのデザインにその萌芽を確認することができる。カウンタックの近未来的なデザインは、車名通り世界中に驚きをもって迎えられた。

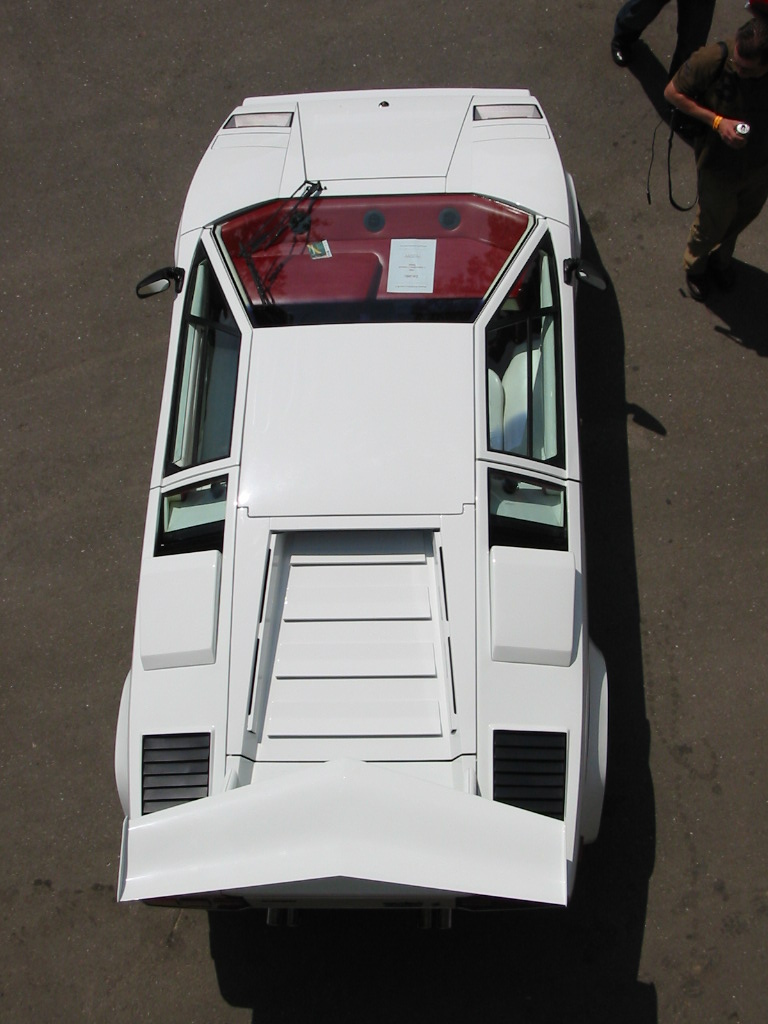
5000S　後期生産のカウンタックに追加されたビッグウイングとオーバーフェンダー

ボディの寸法は、全幅1,850 mm、全高1,030 mm、全長4,010 mmであり、ミウラと比較して全幅は広く、全高と全長は低くなっている。透明なプラスチックカバーに収められたポジションランプとターンランプは、メルセデス・ベンツC111-I（1969年）に触発されたレイアウトである。デザインモチーフは「台形」で、フロントガラス、サイドウィンドウ、ドア開口部、フード、ルーフ、エンジンカバー、テールライトなど、ボディ全体にあしらわれている。サスペンションは前後ともダブル・ウィッシュボーン式で、ホイールベースを前後トレッドの平均値で割った数値のホイールベーストレッド比（W／T）はLP400で約1.62と、小さい数値である。
ドアは前方のヒンジを軸にして上方に開くシザーズドア（ランボルギーニにおける名称はシザードア）を採用している。この機構は前出のアルファロメオ・カラボが初出で、ドア前方に水平ヒンジを介して取り付けられ、ショックアブソーバーによってドアの重量を支え、開閉動作をスムーズにしていた。ガンディーニは、このドアのデザインをスタイリングジェスチャーと乗降の容易さの双方を目してカウンタックに取り入れた。幅の広いシャーシと高くて広いドアシルは、左右が狭いスペースで使用するには都合が良いが、低い天井の下で開く際には不便が伴う。さらに、転覆時の車内からの脱出が困難になることが想定されたため、開発段階では容易に取り外し可能なキックアウトフロントガラスや、事故後のドアの取り外しに爆発性ボルトを用いることを検討したが、いずれも量産車には反映されなかった。シザードアは、カウンタック以降現在に至るまで、すべてのランボルギーニの12気筒モデルに引き継がれている機構である。車室の直後にエンジンルームが位置する関係で後方窓は小さく、座席からの後方視界も悪いので、ドアを開けて幅の広いサイドシル側に座り、上半身を外に出したままルーフ越しに後方を確認しつつ後退させる運転スタイルは「カウンタック・リバース」と呼ばれる。
カウンタックのスタイリングは、パフォーマンスや安全性、外観を改善するため、新モデルが導入されるたびにオーバーフェンダー、スポイラー、キャブレターカバー、バンパーなど各種パーツが徐々に追加されていったが、基本的なボディデザインは生産終了まで変更されなかった。

## パワートレイン

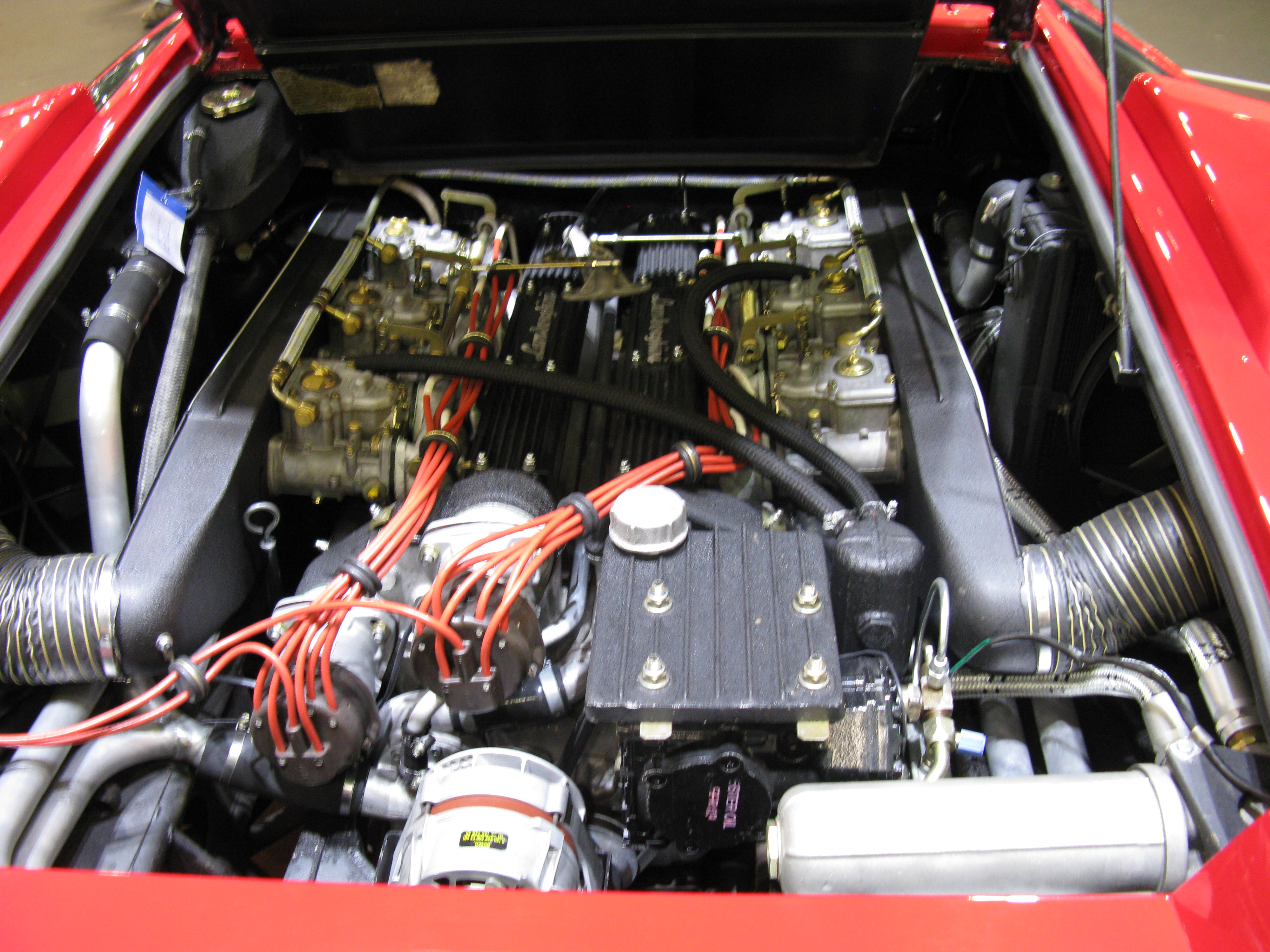
カウンタックLP400のサイドドラフトエンジン

先代のミウラはV型12気筒エンジンをミッドシップに横置き配置することで成功を収めたが、極端なリアヘビーに起因する高速域での不安定さや、複雑なトランスミッションレイアウトによるシフトフィールの悪さなど、横置きミッドシップ特有の欠点が課題として残された。これに対して後継となるカウンタックでは、次世代のミッドシップスーパーカーを指向し、縦置き配置によるミッドシップレイアウトを採用した。このレイアウトは、従来レーシングカーのフェラーリ・Pシリーズで採用があったが、ロードゴーイングカーのV型12気筒エンジンでは初の試みだった。とはいえ巨大なV型12気筒エンジンを縦置きにすると、理想的な重量配分は得られるものの、ホイールベースが長くなるために旋回性能が低下してしまう。技術者のパオロ・スタンツァーニはこの問題を解決すべく、通常とは前後を反転してエンジンの前方にギアボックスおよびアウトプットシャフトを置く配置で、縦置きエンジンであるにもかかわらずミウラよりさらに短い2,450 mmというホイールベースを実現した。トランスミッション自体は、ポルシェタイプのシンクロメッシュを備えた5速マニュアルを搭載している。エンジンから前方のギアボックスに駆動力が伝達され、そこから折り返されたドライブシャフトはオイルサンプを貫通し、後輪のデファレンシャルギアに伝達される。この配置は、トランスミッションとディファレンシャルの間にエンジンの全長を効果的に収めただけでなく、コクピット直下にギアボックスがあるためワイヤーを介さず直接シフトレバーを取り付けることができ、良好なシフトフィールも実現した。通常はフロントオーバーハングに置かれるラジエーターはエンジン両サイドに横置きに設置し、その下両サイドに80 Lずつの容量の燃料タンクを配置した。これによってフロント側に収められる重量物はスペアタイヤとバッテリーのみとなり、質量中心が車両の中央にくることによる安定性の向上、高い冷却効果、エンジンルームへのアクセスが容易といったメリットをもたらした。
エンジンはミウラから引き継いだバンク角60ºのV型12気筒DOHCを搭載するが、排気量はミウラの3.9 Lから5 Lに拡大され、1971年のLP500公開時点では最高出力446 PS / 7,400 rpmと発表されていた。実験用のユニットは従来の3.9 Lエンジンのブロックをボーリング加工して製作されたが、1971年の路上テスト中にブローしたことで生じた耐久性の問題をクリアできず、初の市販モデルとなるLP400では従来の3.9 Lエンジンが継続搭載されることとなった。その後のエンジン開発により、1982年の5000Sでは排気量4,754 cc、1985年のLP5000QVでは排気量5,167ccに増加した。

## シャーシとボディの構造
パオロスタンツァーニとランボルギーニエンジニアリングチームは、LP500プロトティーポ用の全鋼製角断面スチールフレームシャーシ（プラットフォームシャシー）を設計し、ランボルギーニ創立当初からのパートナーであるモデナのウンベルト・マルケージ(Marchesi & C Srl社)で作製された。このシャーシは、0.8〜1.0 mm厚の鋼板と正方形断面の鋼管で構成され、フロントセクションは主にプレス加工およびスポット溶接された鋼板を使用し、特定の箇所はプレス加工されたリブと溶接されたパネルによって補強され、鋼板とチューブで構成された補強フレームは、車の中央を通って、両方のドアシルに沿って、中央のトランスミッショントンネルの周りに伸びていた。シャーシの後部は正方形のチューブで構成され、強度を高めるために斜めのブレースと複数のクロスメンバーが含まれた。プロトティーポのシャーシは、ミウラのシャーシよりも剛性が高く、ミウラの75kgより重い107kgだった。追加の重量は、ミウラで採り入れられた軽量化穴を開けなかった事もあり、部分的には試作テスト用に耐久性の高いシャーシを構築する必要があるためだった。エンジニアはミウラの設計に比べて強度と剛性が向上したことに加えて、鋼管をより多く使用することで、腐食からの保護が容易になると考えた。
1971年にLP500プロトティーポをテストした後、スタンツァーニは、2番目のLP400プロトティーポ#1120001でシャーシの設計を改訂することを決定し、寸法こそ似ていたが、LP500プロトティーポで作製された鋼板と角管のスチールフレームシャーシ（プラットフォームシャシー）は完全に履がえされ、円断面の直径30mm、25mm、15mmのパイプ鋼管が溶接された構造のフルスペースフレームに変更し、同じくウンベルト・マルケージ(Marchesi & C Srl社)で作製された。上記プロトティーポと比較して、この設計では、クロスブレース管状フレームのはるかに複雑な溶接アセンブリを使用し、いくつかの重要な箇所は厚さ1 mmの板金ガセットで補強され、フロアパネル（床）には、別のグラスファイバーとアルミニウムのパネルが設置された。目的どおり、より剛性が高く、重量も90 kgと軽く仕上がった。当時この工法はフォーミュラワンで使用されていたが、公道を走るストラダーレとしては非常に進歩していて、設計のパフォーマンス上の利点に加えて、ランボルギーニは、技術的に高度で複雑で視覚的にも芸術的なシャーシを構築する事で、マーケティング戦略になると考え、ミウラよりも売れることを認識した。フルスペースフレームシャーシは、2番目のLP400プロトティーポ#1120001でテストされ、後続の量産LP400では基本的に変更なしで量産された。
量産カウンタックの応力を担当しないアウターパネル構造のボディは、スタンツァーニは当初、主に航空機の建設に使用される軽量合金Avionalで製造することを検討していたが、高価で入手が困難であることがわかり、従来のアルミニウム合金が使用された。LP400プロトティーポでは、厚さ1〜1.2 mmのパネルを使用されたが、量産LP400では1.5 mmに増加された。ランボルギーニ工場ではボディパネルは協力工場（トリノのRivestauto等）によってプレス製造され、モデナのマルケージで製造されたパイプシャーシに溶接された薄い鉄骨フレームによって支えられ、パネルが設置されると、ランボルギーニ工場の作業員は、最終的なボディの形状、表面の滑らかさ、パネル間の段差等を手作業で成形した。これらの作業はミウラ以前はベルトーネ等のカロッツェリアで行われていたがスタンツァーニの意向で内製化に変更された事は画期的で、ロジスティクス的には、この製造方法は、少量の手動で熟練した生産ラインに組み込むのが比較的簡単で、多額の設備投資を行う事なくボディーワーク全てをサンタアガタで完結する事ができた。ランボルギーニは経営危機に瀕していたがLP400は内製化によりコストを抑え製造し続ける事ができ、LP400S以降の会社の復活に繋げる事に貢献した。LP400のボディは全てアルミニウム製だったが、LP5000クワトロバルボーレ以降は、グラスファイバーとカーボンの複合材で作られたコンポーネントも組み込まれた。

## モデルとバリエーション

### プロトティーポ
LP500
1971年3月に最初のLP500(LP500 prototipo)は、明るい黄色に塗装されショーの時間に間に合わせるために、チーフテストドライバー兼開発エンジニアのボブ・ウォレスが、前夜、サンタガタからスイスまで約485kmを運転し3月11日のジュネーブショーのカロッツェリア・ベルトーネスタンドにミウラSV1号車#4846、ストラトスHFゼロと並べ出展され、革新的なデザインは世界中の車雑誌等で取り上げられ、反響を呼んだ。
実物大のスタイリングモックアップを経て作製され、スタイリングは後方視界の悪さが予見されたため、通常のバックミラーの代わりにDonnelly Mirror製のESVプロジェクト用に開発したペリスコープミラーが、ルーフ前側が膨らんだ室内側に取り付けられた。インストルメントパネルはガンディーニは当初、デジタル表示を備えたダッシュボードをスケッチしたが、ショーに間に合わず、シングルスポークのステアリングの背後には、スピードメーターとタコメーターがオフセットして組み込まれた。ただし、ダッシュボードは、1982年に発表されたシトロエン・BX前期型のような形状のインパネとシングルスポークステアリングの非常に未来的なもので、ステアリングホイールの弧内のステアリングコラムの中央に配置された航空機や宇宙船に着想を得た警告灯など、ガンディーニのスケッチからのアイディアが取り入れられ、警告灯の1つは、現在のクルーズコントロールシステムと同様に機能し、設定速度を超えると点灯する。もう1つの革新は、オンボード診断システムの組み込みで、ドライバーの左側のダッシュボードにある車全体の俯瞰の概略図に、ライト、ブレーキ、液面レベル、温度が継続的に監視され、ステータスが表示された。ストラトスHFゼロから引き継いだ「チョコレートバー」パターンの座面はシートが置いてあるというより巨大なトランスミッショントンネル、ドアシル、スチールフレームの床、バルクヘッドに囲まれた人の形の空間スペースに2列のチョコレートバークッションが敷いてあるような構成で、低い座席位置、量産車より巨大なトランスミッショントンネル、広いドアシル、ドアシル手前に5つ並べられたスイッチ、極端に起きたヘッドレスト等、レーシングカーや宇宙船のコックピットにいるような感覚に貢献した。
このLP500プロトは、量産LP400と比較して多くの機構的違いや、スタイリングもバランスや細部ラインが微妙に異なり、ベルトーネによって提案された当時としては妥当なプランであった単純な角断面スチールフレームシャーシ（プラットフォームシャシー）の上にボディが構築され、量産版のパイプスペースフレームシャーシと比べ重く、スペアタイヤが入るフロントトランクリッド後方にはダクトがあり、ヒンジの向きは量産車LP400とは逆の後ろヒンジである。リトラクタブルライトを開けている状態の記録写真はなく装備が間に合わなかった事が想定される。ホイールは14インチの鋳造マグネシウム製でベルトーネによって設計され、ミウラのスピナー仕様のセンターロックホイールは1960年代後半に禁止する安全規制が導入され、カンパニョーロによって製造された前年に発表されたウラッコや量産LP400と同じ、ストラトスHFゼロに似た5穴ナットタイプにされた。リムの幅はフロントが7インチ、リアが9インチ。特別に開発されたピレリCINTURATO（チントゥラート）CN12タイヤ、ボディワークは、マルチェロ・ガンディーニのデザインスケッチに厳密に従ったもので、ドアウィンドウのすぐ後ろにあるルーバー付きベントからエンジンとサイドマウントラジエーターに空気が供給されたが、ボブウォレスによる長時間の路上テスト中に収集したエンジンの冷却効率が悪くオーバーヒートが頻発し、このベントだけではエンジン温度を下げるには不十分であることがわかり、スタンツァーニとアシスタントエンジニアのマッシモ・パレンティは、機械的な用語で解釈する仕事をし、エアインテーク、NACAダクト、検討用ドアミラー4個、シングルワイパー等が追加で改造され無骨な姿になったが、改良デザインは下記2番目のプロトティーポ（シャーシ番号#1120001　LP112プロジェトの1号車）以降に反映された。LP500プロトティーポに載せられた5.0リッターエンジンは、走行テスト中にブローし、量産LP400で使用されたエンジンと同様の3.9リッターV12に交換された。当時のプレスリリースではまだ「LP500」と呼称されていたのは、ランボルギーニのエンジニアが量産バージョンでは5.0リッターエンジンを使用する予定だったためである。シャーシの工法が量産LP400とはまったく異なるプラットフォームシャシー構造にもかかわらず、ヨーロッパでの型式承認を取得の為に、1974年3月にロンドンのMIRA研究所でクラッシュテストに使用され、廃棄されて現存しない。2018年には日本の愛好家のハンドリングにより原寸大の正確なモックアップが再現作製された。
LP500プロトの再現作製

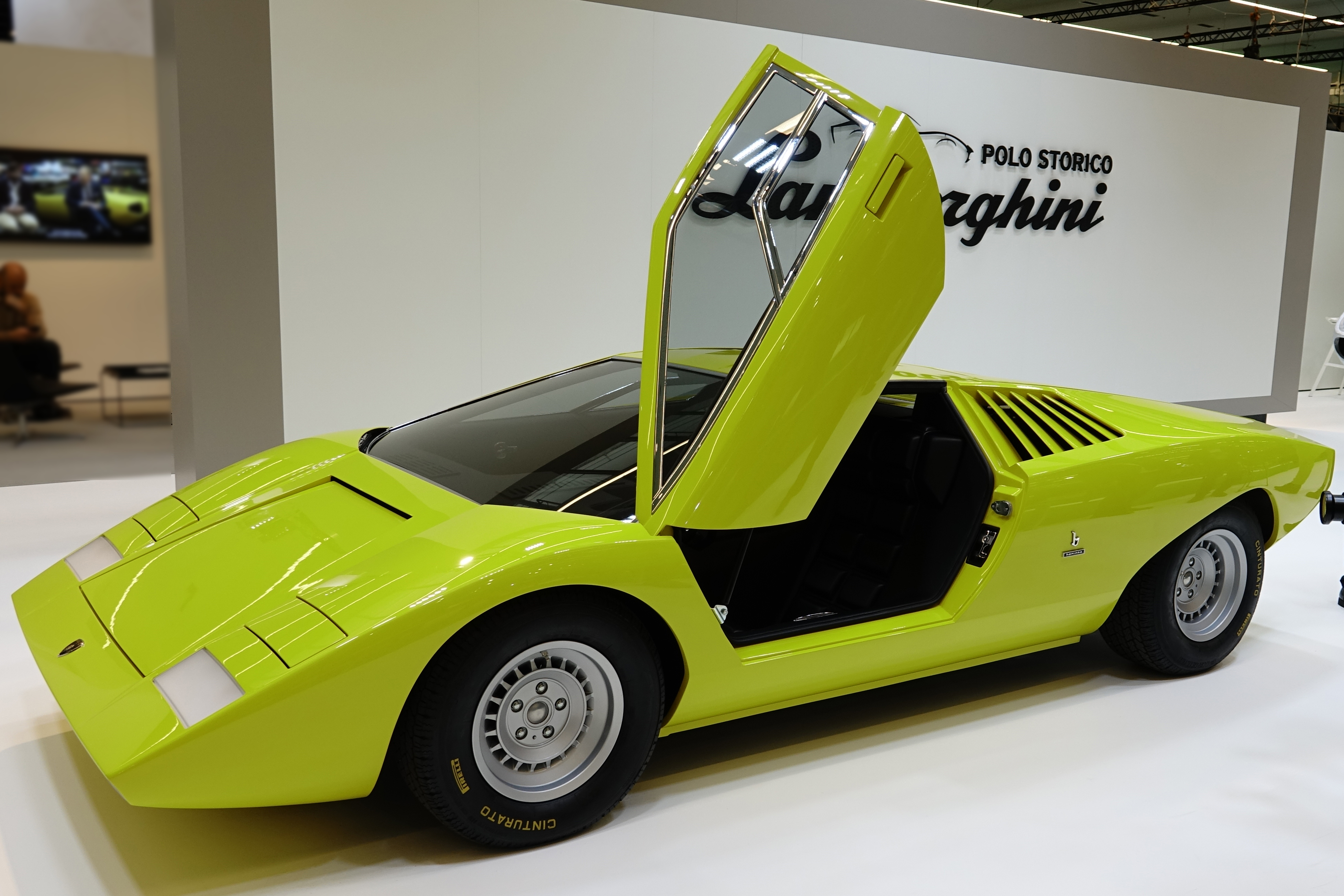
再現されたLP500

1971年の発表から50年の記念の2021年の8月、この個体から特にインスパイアされているカウンタック LPI 800-4が発表され、1月後の9月14日にLP500プロトの復刻をイメージさせるティーザー動画がランボルギーニから公開され、10月1日に正式に公式サイトでポロ・ストーリコが再現作製した事と2021年10月にイタリア北部ロンバルディア州コモ湖のホテル「ヴィラデステ」での欧州最古の自動車コンクール「コンコルソデレガンツァ（Concorso d'Eleganza）コンセプトカー専用クラス」に出展される事が発表された。
2017年末、有名なコレクター、アルベルト・スピースからレストア部門のポロストリコに「LP500の復刻作製が可能か」打診があり、資料の分析調査を行った。車両のディティールや技術的仕様が重視され、写真、文書、デザイン画稿などが、オリジナルのLP500を正確に復元するために参照された。作業は鋼板と角管のスチールフレームシャーシ（プラットフォームシャシー）の作製から開始され、当時の作製方法を尊重し当時と同じ伝統的な鈑金製法であるバッティラストラ（Battilastra、板金職人）が作製も同じ手順で行なった。パーツはランボルギーニのスペアパーツや復元されたコンポーネントが使用され、車体の正確なボリュームを再現する目的で実物大モックアップが作製され、量産LP400 1号車（下記緑色の#1120001）の3Dスキャンを2000時間かけ実施された。シザードア付け根も量産モデルと違う鍵形の構造線が再現され、外装より特徴的な内装も同じ手順で完全再現された。本プロジェトにはピレリが協賛しており、タイヤの再現には、ピレリがアーカイブ保存している画像と資料でLP500プロトに装着された「Cinturato（チントゥラート）CN12」を内部は最新のコンパウンドと構造を導入しつつ、1970年代と同じトレッドパターンとデザインでフロント245/60R14、リア265/60R14サイズで忠実に再現した。ボディカラーは自動車塗料メーカー「PPGインダストリーズ」の当時のアーカイブを分析しオリジナルと同じ「Giallo Fly Speciale」（黄色）を調合した。エンジンルームに付けられたプレートの番号は「TELA10 C*120002PS*」。
LP400プロトティーポ（Secondo prototipo シャーシ番号#1120001、プロダクションプロトタイプ（量産試作車））

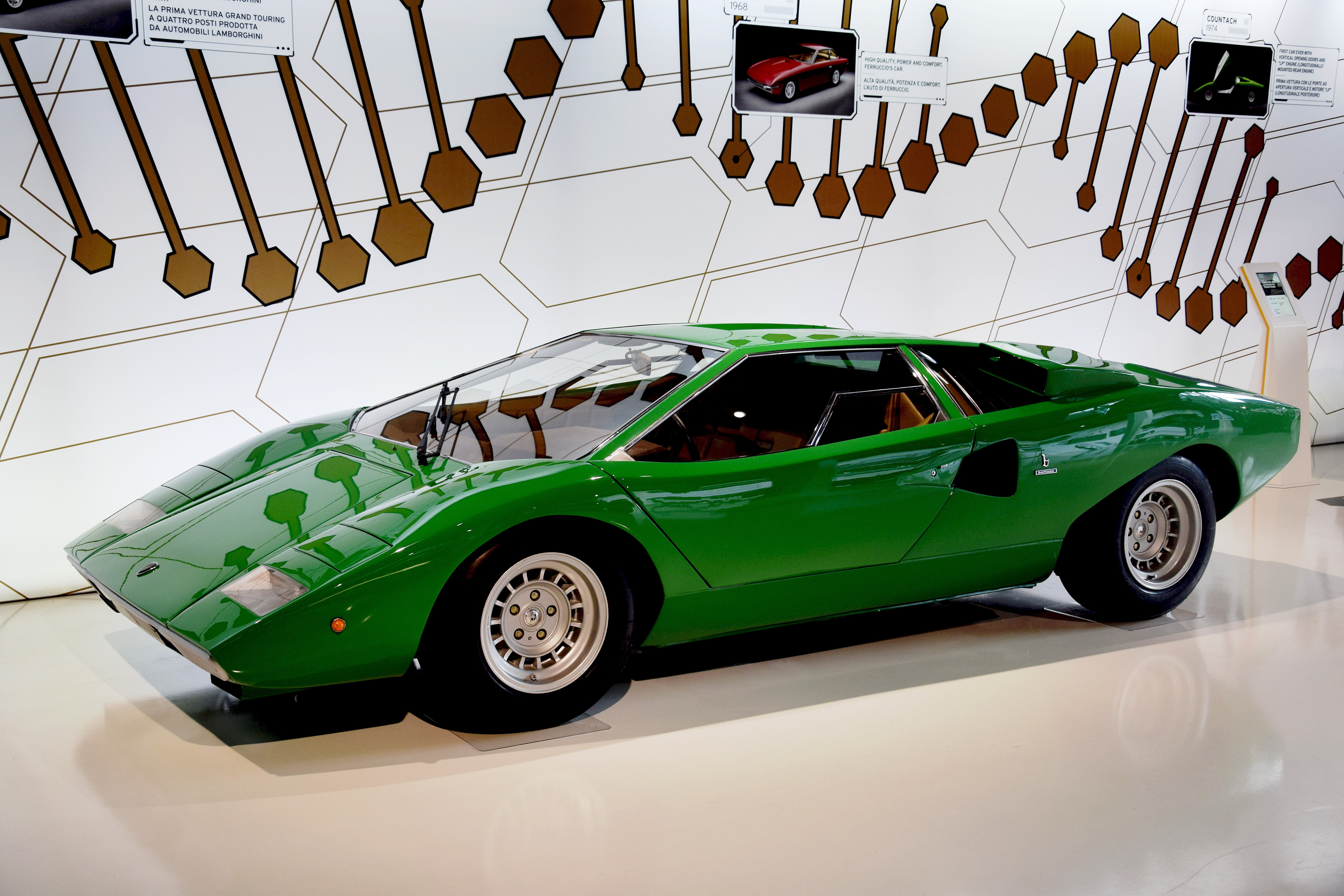
LP400プロトティーポ#1120001

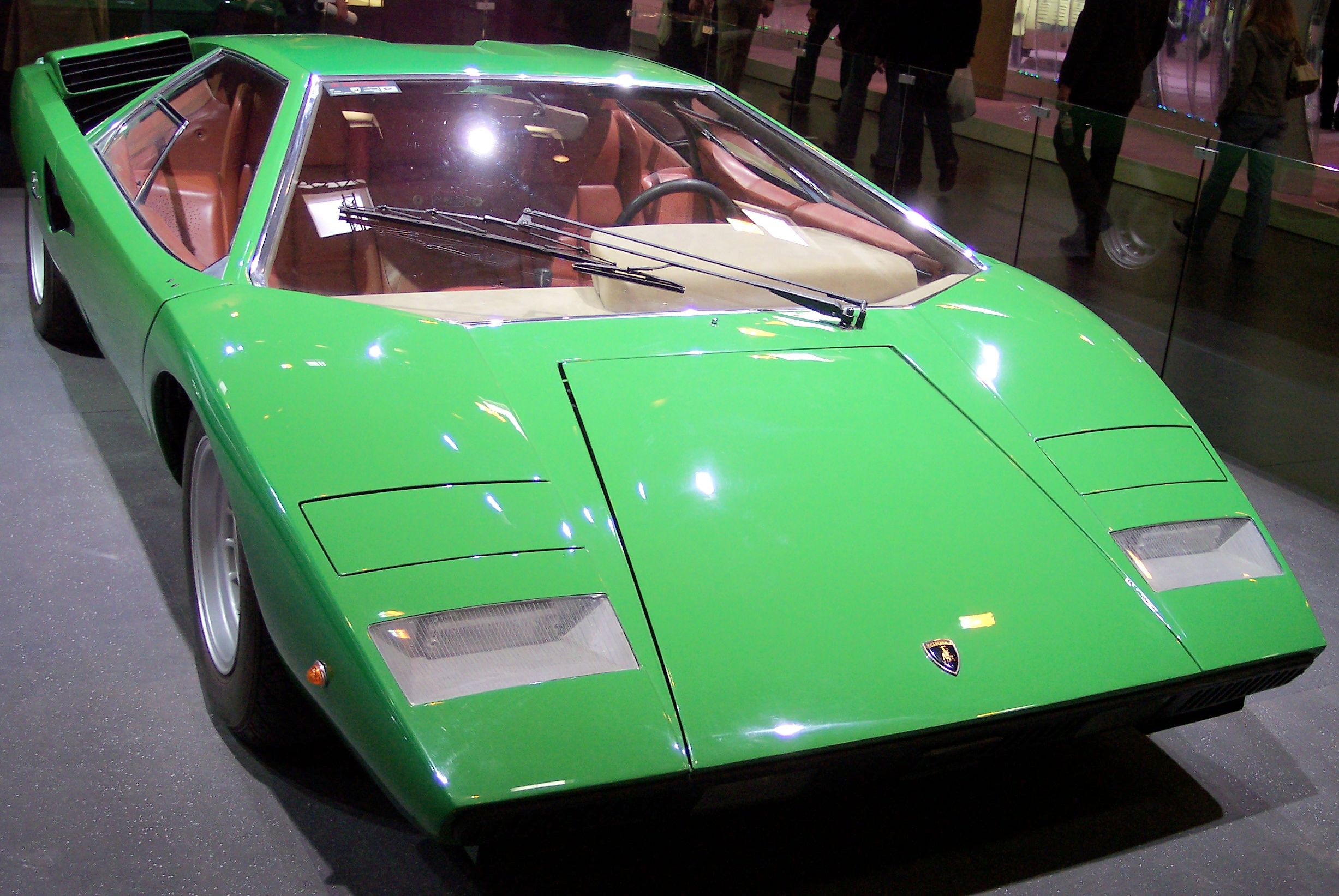
復刻レストアされる前の内装

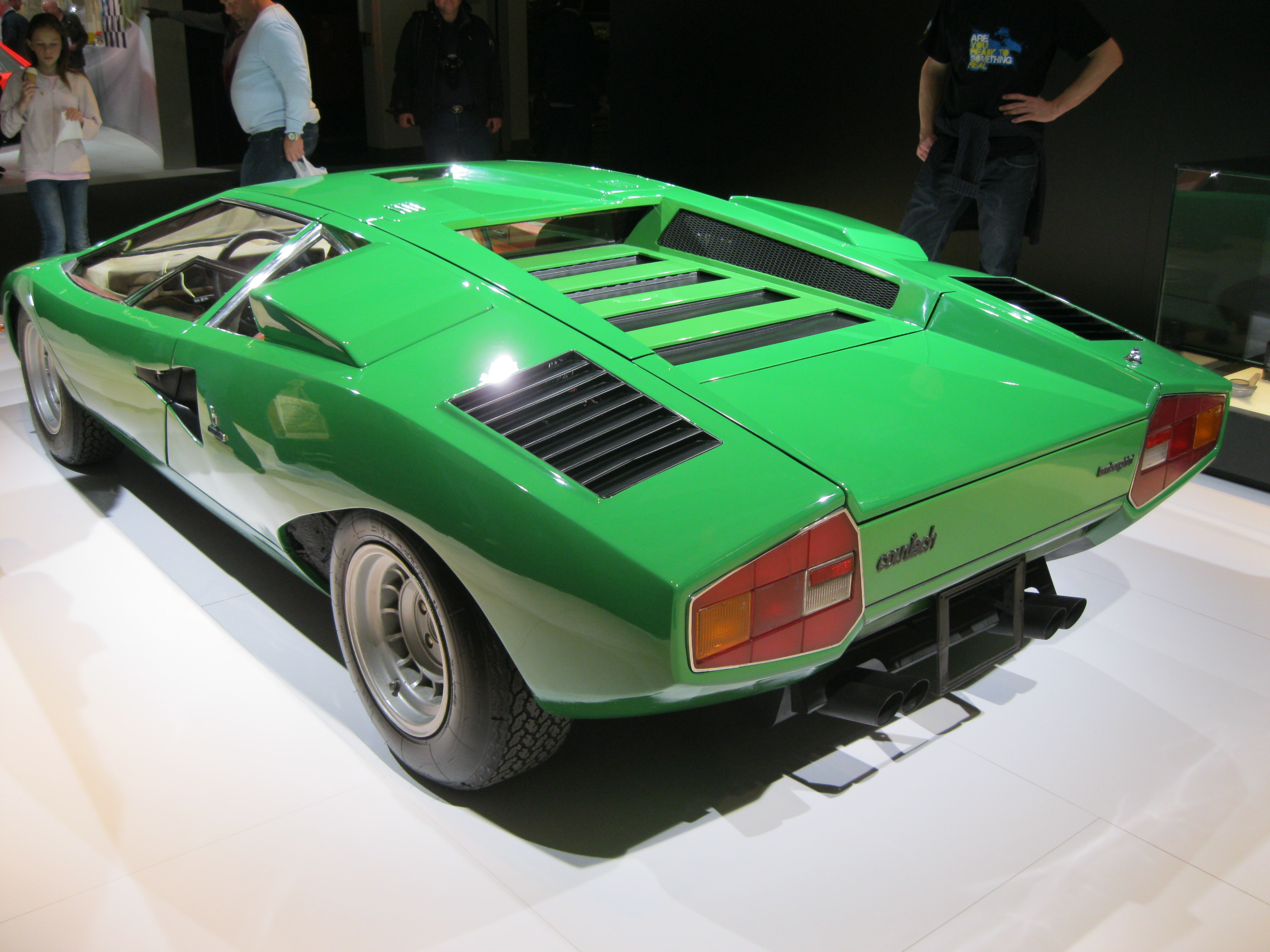
後部　テールライト細部も量産LP400と異なる

上記LP500プロトティーポは空力性能、高速安定性、エンジン冷却、保安基準等要件を満たすために、テスト中に徐々に改造され、2番目のLP400プロトティーポ（シャーシ番号#1120001）にはエンジンの冷却と空気取り入れのためのベントが、ドアとリアクオーターにまたがるNACAダクトと、サイドウィンドウの後ろにあるルーバー付きの通気口の上に突出した吸気ボックスが付いた。ブレーキング中にLP500プロトティーポを不安定にする過度のフロントのダウンフォースを減らすために、機首の傾斜は浅くされた。シザードア付け根の鍵形の構造線もシンプルなラインになり、ドアのウィンドウの後ろには小さなウィンドウが追加され、後方の視界はわずかに改善された。LP500プロトティーポの未来的なダッシュボードと診断ディスプレイは、スチュワートワーナーアナログゲージを使用したベーシックなスタイルのダッシュボードに、シングルスポークステアリングは、他の量産ランボルギーニと同様の3スポークに置き換えられた。テールランプは機能する物に変更され、台形のサイドウィンドウや銀色の埋め込み式グリルを備えたバンパーレスノーズなど、プロトティーポから量産に引き継がれない箇所があった。生産モデルで使用される管状フルスペースフレームシャーシの最初の車であり、3.9リッターエンジンが搭載された。
1972年に赤い外装、黒い内装で作製され1973年3月15〜23日のジュネーブモーターショーランボルギーニスタンドに出展された後、1973年のパリモーターショーで再度出展された時には、前側が膨らんでいたペリスコープ、2本だったワイパーやフロントグリル下のブレーキ冷却用ダクトがリベットで留められ量産LP400の様に改造され、エアスクープスラットは完全に異なり、Verde Medio（緑色）に全塗装、非標準のコニダンパーがあった。ヴェルデキアーロ（ライトグリーン）色レザーのインテリアに仕様変更され、ミッドトンネル、ドアシル、ダッシュボードなど、インテリアは標準のLP400とは異なる。ランボルギーニのエンジニアは、すべてのボディパネルの量産用木製マスターパターンをこの#1120001から作製した。量産LP400とは見た目および技術的な違いがあり、アクリル製の刳り貫きサイドウィンドウ、フロントバンパーエリア、リアライト、NACAダクトのドアのみ同色の配色、サイドブレーキが左サイドシル部分にあり、ヘッドレストの凸が無くなったチョコレートバークッションシート等インテリアの見た目、素材、シャーシフレーム構造等かなり異なる。
1974年、量産LP400のNaturale色のインパネ、赤茶のシート等の一般的な形状のレザーインテリアに変更された後、スイスのコレクターに販売され、2003年にスイスの納屋で悲しい状態で発見され、アウトモビリ・ランボルギーニが買戻し、それ以来、サンターガタ・ボロニェーゼのランボルギーニミュージアムに保管され、2019年にランボルギーニポロストーリコ（Polo Storico）が内装をタン色の「チョコレートバー」は座面クッション、ドアの内張りにも付けられレストアされランボルギーニミュージアム「MUDETEC（Museum of Technology）」に展示されている、現存する最古のカウンタックである。
3番目のプロトティーポ（シャーシ番号#1120002）は、明るいGiallo（黄）色に塗られサイドミラーが無い状態で1974年のジュネーブモーターショーに出展され、多数の広報写真も撮影された。マルケージによって製造されたパイプフレームシャーシがランボルギーニに持ち込まれ、ランボルギーニの工場で製造された最初の製品になり最初のLP400と呼ばれることもある。内部スペースを増やすために以前のプロトのボディよりも13cm長いボディスタイルを持ち、耐久性を向上させるために、ボディシートメタルの厚さは1.2mmから1.5mmに変更された。サスペンションとギアボックスの取り付けポイントはより厚いパイプで作製され、サスペンションがストロークした際にタイヤに干渉しないように、ホイールアーチの形状が若干変更され、シザードアの始祖アルファロメオ・カラボからLP400プロト#1120001まで見られた小さな台形のガラス部分がはめ込まれた2パネルのアクリル製ドアウィンドウは、ガラスを抉る必要がなく製造が容易な、下半分が開閉可能の3パネルに置き換えられドアウインドウの意匠が決定した。この#1120002と量産LP400の間にはほとんど違いがない。

### LP400

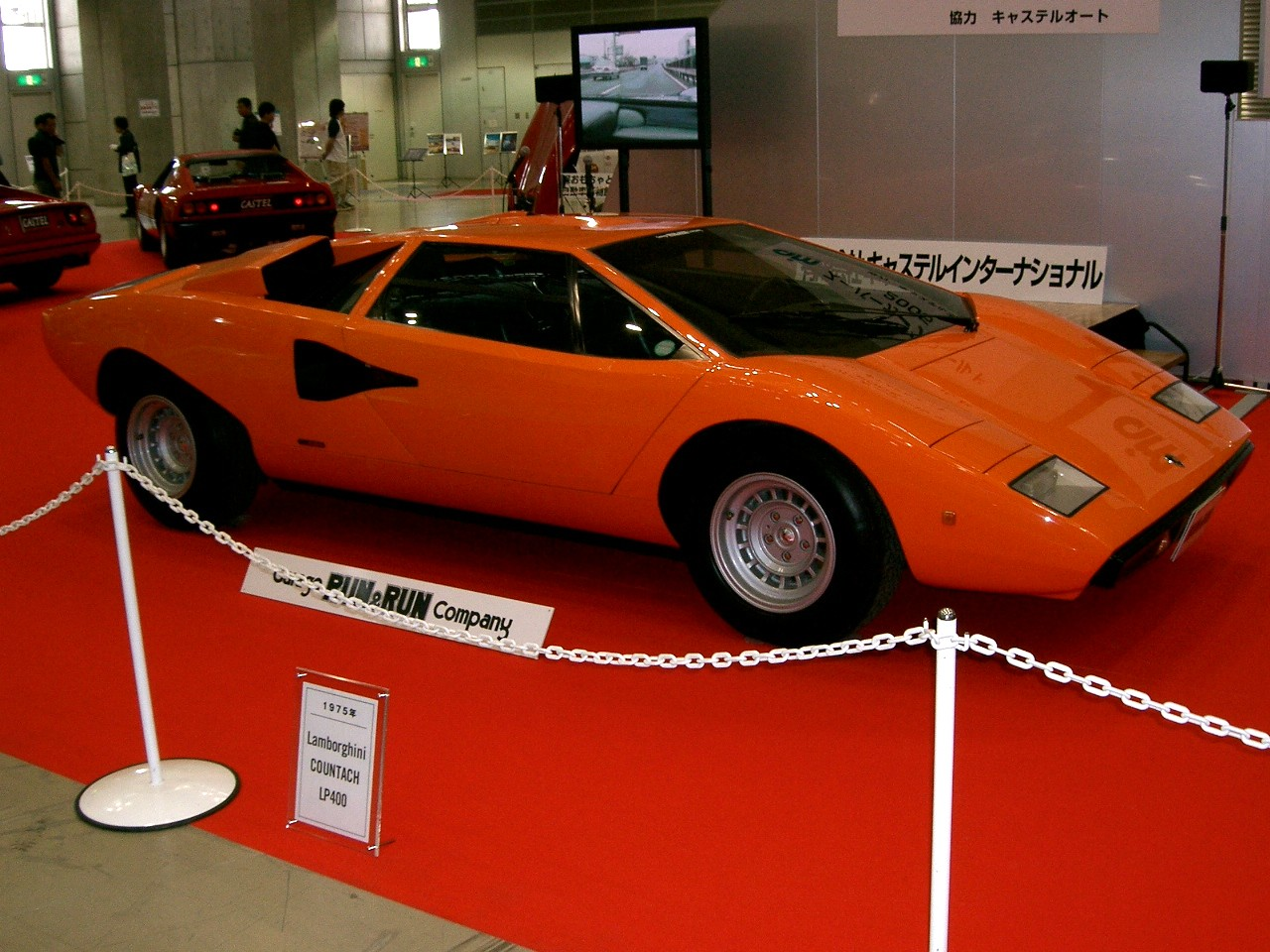
LP400前部

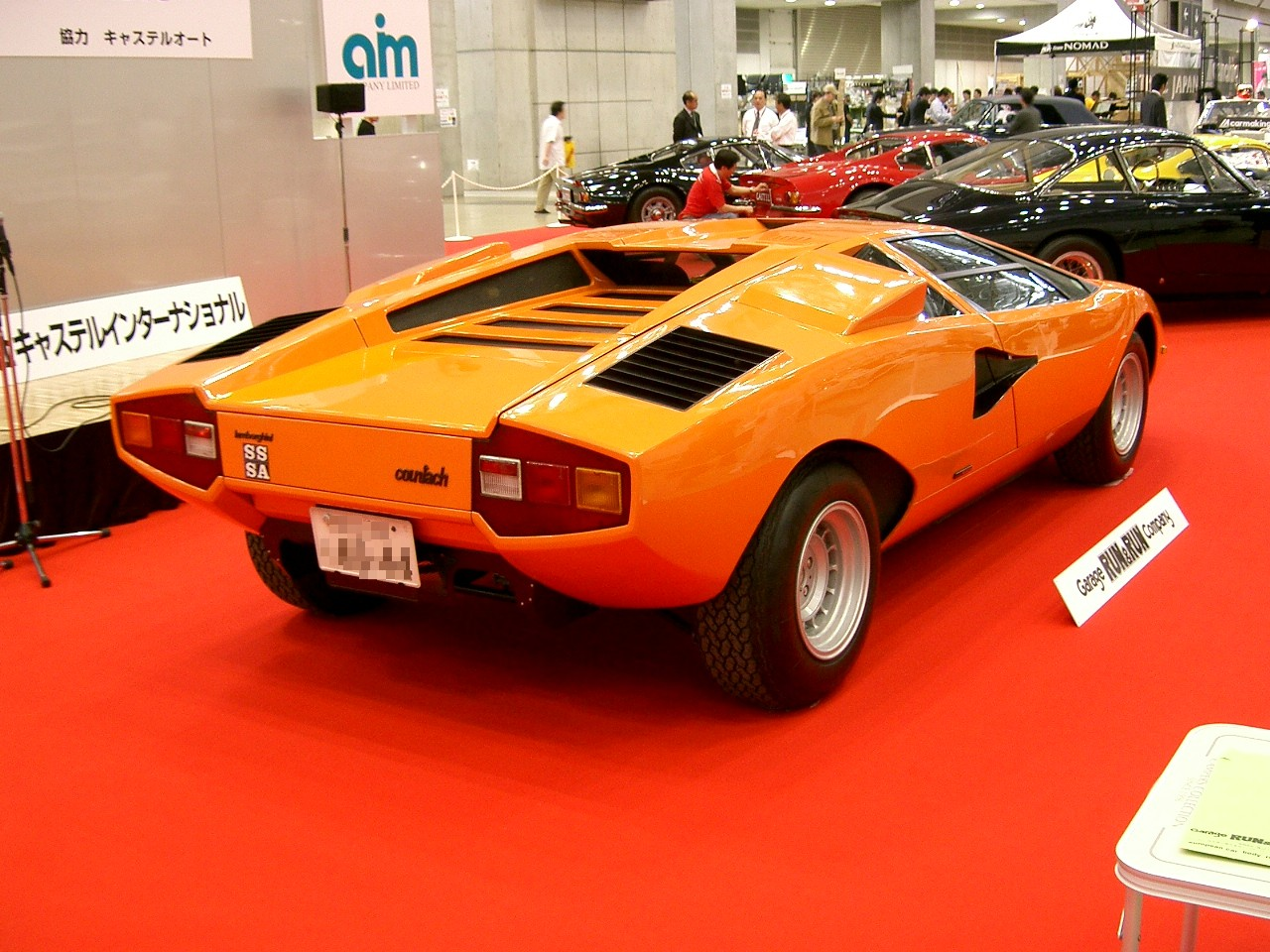
LP400後部

カウンタック初の市販モデルLP400が登場したのは1974年、2番目のプロトティーポ（シャーシ番号#1120001）以来オーバーヒート対策のためボディに多数のエアインテーク、アウトレットが設けられた。5Lエンジンの開発が間に合わなかった為、ミウラで実績のある3,929ccエンジンが積まれた。車体構造はLP500プロトティーポのテストドライブの際に剛性不足と判断されたためと上記スタンツァーニの外注コストに起因する考えから、セミモノコック構造全鋼製シャーシから丸鋼管を溶接して組み上げたバードケージ（鳥かご）フレームにアルミのボディパネルを溶接して付ける仕様に変更され、剛性向上と軽量化を同時に果たした。なお、実際の車両重量についてはカタログ記載より約500kg程度重い1.6tであり、エンジン出力についても330馬力程度で、これらの数値は実際の各種テストデータ、0～400m13秒台後半、最高速度260km/hなどから考えても辻褄の合う内容である。屋根にガンディーニのスケッチにもあるペリスコープ（ペリスコピオ、Periscopio）と呼ばれるのぞき窓がLP500プロトティーポ以来ついているが、ドライバーが直接窓越しの後方視界を見ることは出来ず、バックミラー越しに見ても後方が確認できない。この特徴的な屋根が台形に凹んだデザイン機構にちなみペリスコピオモデル、LP400ペリスコピオと呼称される事もある。#2プロトティーポまで（内装レストアの時期によるが）の「チョコレートバー」の座面クッションは縫製が容易な正方形のキルトステッチに置き換えられ一般的なセミバケットシートの体裁に変更された。
全体の寸法は、プロトティーポよりもわずかに大きく、幅189 cm、高さ107 cm、長さ414 cmになった。ホイールはウラッコやLP500プロトと同じカンパニョーロ製5穴タイプで、標準装着タイヤはピレリからミシュラン製XWXに変更され、前205/70VR14、後ろ215/70VR14のサイズ。シャーシナンバー#1120002から#1120300までで、生産台数は152台である。

#### ウォルター・ウルフ・カウンタック
LP400のスペシャルモデルとして有名なのが、3台作製されたウォルター・ウルフ・カウンタックである。スーパーカーブーム当時以来、1、2号車は「LP500S」とも呼称される。
カナダの石油王でF1ウォルター・ウルフ・レーシングチームのオーナーウォルター・ウルフはミウラを4台所有しランボルギーニの経営に乗り出そうとしたほどの富豪、ランボルギーニ・マニアであり、LP400の白い量産3号車シャーシナンバー#1120007(4号車。1機前の#1120006の説も有)を1974年に入手した。しかし、ウルフはヒューベルト・ハーネが考案したイオタSVR#3781に後に流用されるウイングをエンジンフード上に付けたこの車の走行性能に不満を持ち、小さなアクシデントをきっかけに、フォーミュラ1の現場で面識のあった元ランボルギーニで1972年にエンジニアリング会社ダラーラ・アウトモビリ S.p.A.を設立したジャンパオロ・ダラーラに特別なハイパワーバージョンにモデファイしたカウンタックをオーダーする相談をした。ランボルギーニ側にはLP500プロトで走行テスト中にブローし棚上げされていた、本来作製する予定だった5Lエンジンをウルフの資金で再開発できる目論見もあった。
「ウルフ・イオタ」も参照。
1号車

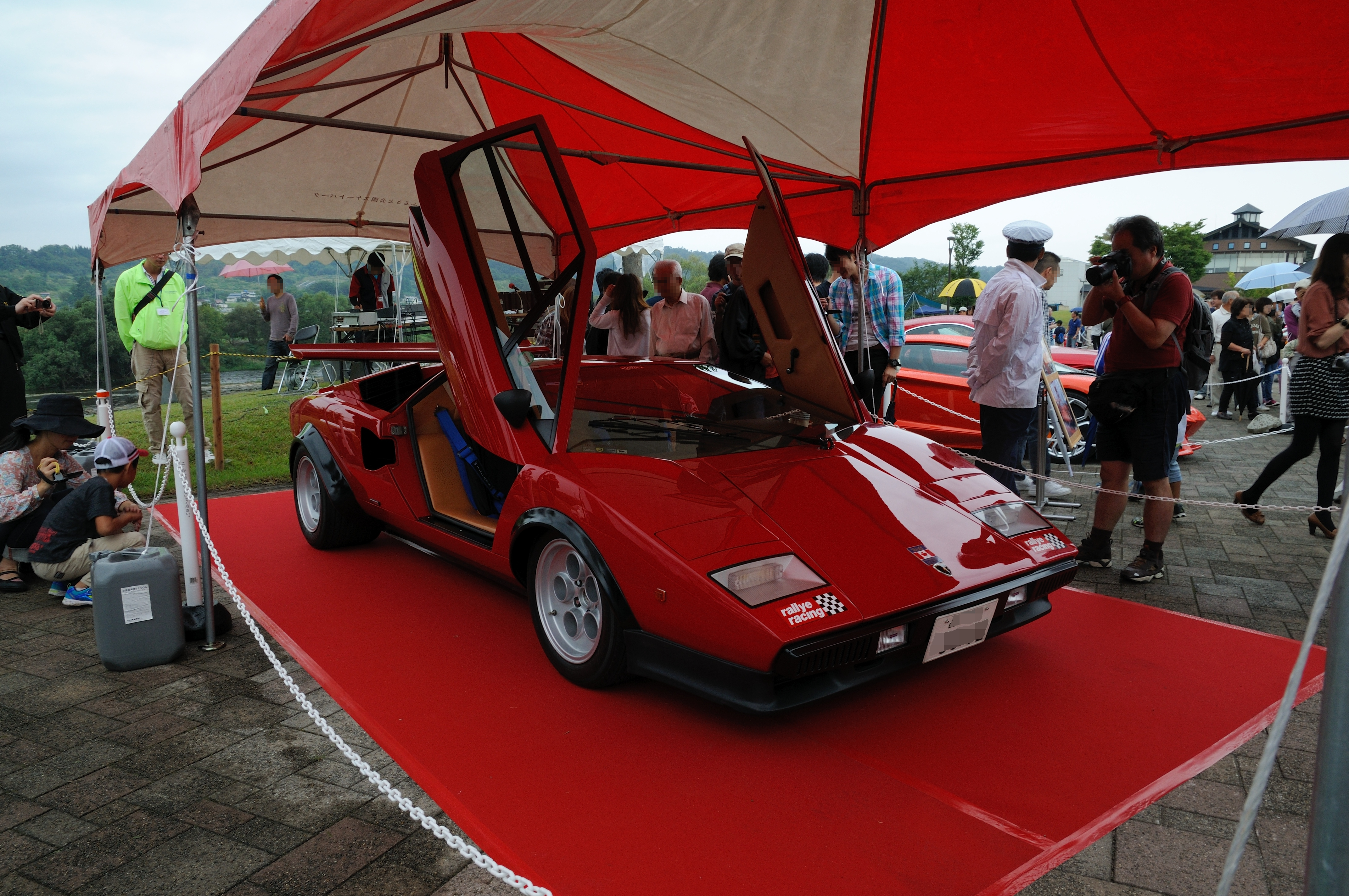
ウォルター・ウルフ・カウンタック1号車

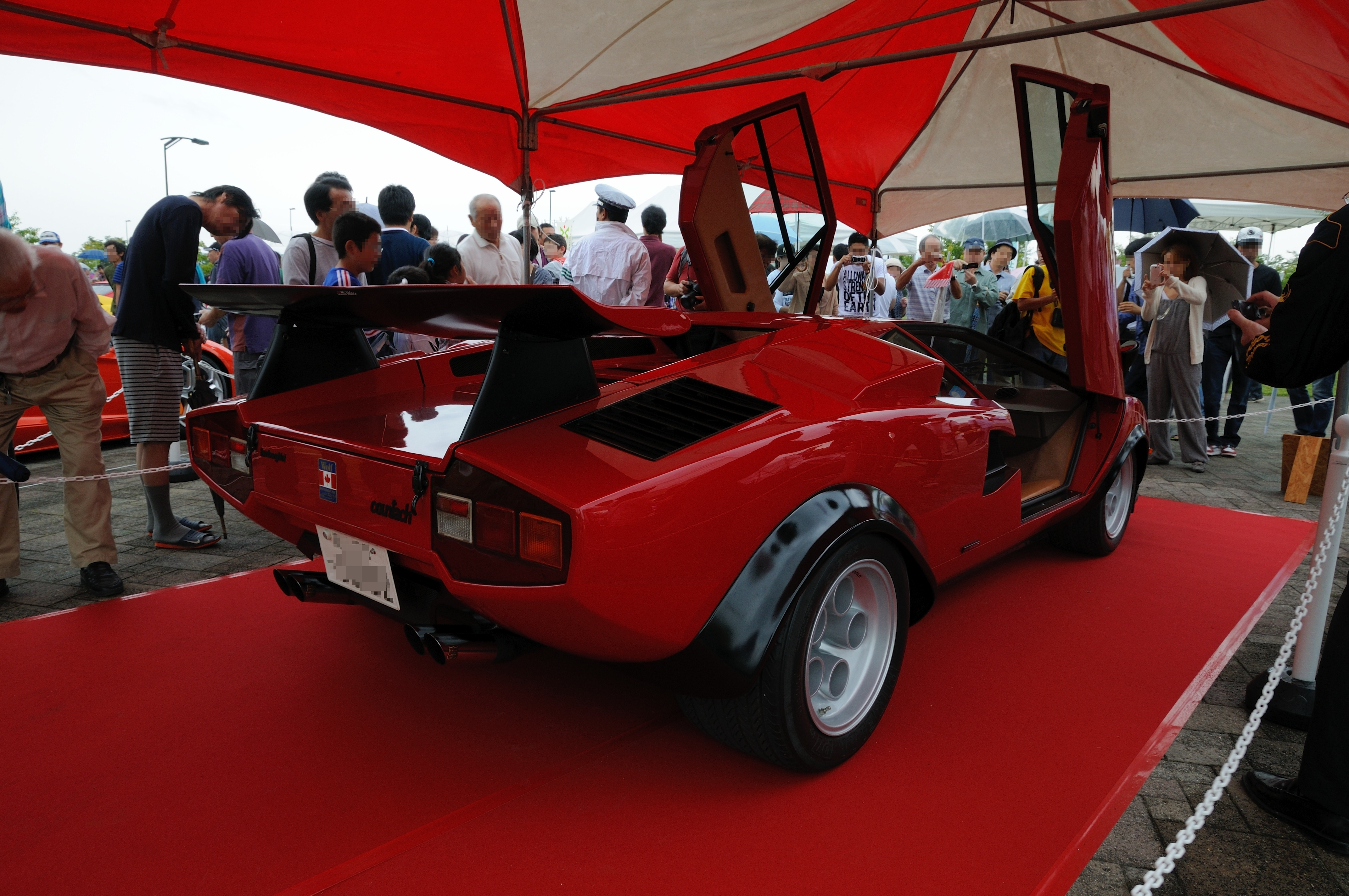
ウォルター・ウルフ・カウンタック1号車

下記2号車の先行プロトティーポ車両である。ロッソ（赤色）外装/セナペ（からし色）内装のノーマルLP400（#1120148）がパルマのダラーラ・アウトモビリ S.p.A.（Dallara Automobili）に持ち込まれ、角度調整可能なV字型の大型リアウィング(通称ビッグウィング)、アルミ叩き出し（樹脂製、GFRP製の説も有）の黒いフロントスポイラーとオーバーフェンダー、コンセプトカーのブラボーと同仕様のカンパニョーロ製15インチマグネシウムホイール、ピレリに特注したP7の335サイズ（リア）の扁平ワイドタイヤ、大型化されたブレーキシステム、コニ製サスペンション（アルミケース車高調）、ブレーキ冷却用ダクトホース、オプションのアンサマフラーエキゾーストシステム、レーシングミラーなどが改造装備された赤の「1号車」（#1120148）が下記2号車の先行デモカーとして1975年8月1日に出荷され、ウルフ氏がF1グランプリで世界を転戦する際に飛行機で持って行きレーシングチームのPRも兼ねてパドックの周辺に置かれたり、ドライバーの送迎等にも使用された。「作製時には4970ccのスペシャルエンジンだった」又は「1971年LP500プロトの5.0Lエンジンと同じエンジンで、7,900rpmで447 hpを生成し、315または324km / hの理論上の最高速度を達成する」等の現在の通説とは異なる噂、記述等があったが、5Lエンジンありきのプロジェクトなので標準のカウンタックモデルと同様に「LP500S」と指定、呼称された。内装は340km/h仕様のスピードメーター、サイドシルにはウルフ氏の特別オーダーであることが表記された淡いゴールドのシリアルプレートがビス留めされ、パーソナル製の小径ステアリング、ウィランズ製の4点式レーシングハーネス、消火器等のギアがウルフにより取り付けられ、ドイツの自動車雑誌「rallye racing（ラリーレーシング）」のステッカーが1976年8月号誌面に掲載された時からフロントマーカーレンズ前に（基本的には）貼られている。約1年後に赤い1号車は下記2号車に置き換えられ、1号車はランボルギーニに戻された。その後、日本ではモーターマガジン誌1976年11月号で「カウンタックより速いカウンタック」と報じられオートロマン（環八田園調布所在の頃）によって輸入され、全国のスーパーカーショーでの展示や、オートロマンの撮影協力で1979年公開の日本映画「蘇える金狼」の劇中車としても使用された。ブームが去って以降も日本に留まり、僧侶・タレントの故・織田無道が所有していたことで知られ、放置され荒れた時期を経て、2021年現在は神奈川県横浜市鶴見区のランボルギーニとフェラーリの専門店がレストアし所有している。
2号車
上記LP400#1120007の性能に不満を持ったウルフは、特別に手を加えた4.8Lエンジン（#1120202）を搭載し、サスペンションの改良を受けたカウンタックをランボルギーニに作製依頼し、上記赤のデモカー（1号車#1120148）、同じくLP400から改造されドアミラーは四角い大きいタイプだがウイングレス以外は1号車とほぼ同じビジュアルの（#1120112）作製を経てスカイブルー（ブガッティブルー、BluMetallizato）セナペ色内装に金色ピンストライプ、金の砲弾型ドアミラー、電動角度調整の大型リアウィングの「2号車」（LP400#1120202）が作製され、1号車を納品した一年後の1976年8月6日に出荷された。内装はパーソナルの小径ステアリング、ウィランズ製のレーシングハーネス等のギアが備えられ、石油会社elfのステッカーが前後に貼られた時期もあった。
近況はウイングに翼端板が追加、ドアミラーが四角い空力的なタイプに、4.8Lエンジンに対応した黒のルーバー付き（後のLP400Sタイプ）エンジンフードに変更されてドイツのロッソビアンコ・ミュージアムに展示されていた。2016年5月、イタリアで開催された「Concorso d'Eleganza Villa d'Este 2016」にて、ランボルギーニの元テストドライバーであるヴァレンティーノ・バルボーニの運転で艶消し黒のビタローニセブリング風ドアミラーに交換、MOMOのオリジナルではない小径ステアリングホイール、リアウィングのエンドプレートが付いた姿で登場し、現存していることが確認された。2019年現在はPersonalの金色のドアミラーに戻され、マフラーはANSA製のカッターの中が赤いタイプが使用されている。
ウルフ2号車と同じタイミングで、同じオーバーフェンダー、ブラボーホイールで他に下記車両が作製された。
・1976年8月出荷。外装赤、内装黒、艶消しブラックのオーバーフェンダー、フロントスポイラー、ユニークなツインプレーン調整可能ウイング、シルバーホイールのErmanno Spazzapan（#1120188）通称カウンタックSS
・1976年8月出荷。ウイングレス、青×金配色、金のピンストライプ、マスタード色内装のシルベラ（ALBERT SILVERA ハイチの富豪）カウンタック（#1120222)
3号車
ウルフカウンタックは好評で、要求の高い顧客達を満足させる為に量産される事になり、ベルトーネのマルチェロガンディーニによりデザインし直された。（LP400S#1121002）はオーバーフェンダーはウルフ1、2号車とは異なり1976年のランボルギーニ・シルエットの流れを汲む台形に近い形状、フロントスポイラー、リアウィングも、手直しが入り、ルーフのペリスコープは廃止され、オーバーフェンダーなど1、2号車でマットブラックに似り分けられた箇所はボディ同色（ウルフレーシングのチームカラーであるネイビーブルー（Blue Special））に塗装、2号車と同じPersonalの金色のドアミラー、内装はSnape色で仕上げられ、ランボルギーニが1978年3月のジュネーヴ国際モーターショーに下記LP400Sのファストデリバリーとなる（LP400S#1121002）をリアウイングが無い状態でウラッコ、シルエット、エスパーダと共に出展された。2号車の4.8Lエンジン（#1120202）がさらなるチューンを施された上でシャーシナンバー#1121002に載せられ、ダラーラの指示で剛性補強バーの追加や車内から制動の前後配分が運転席から調整可能な巨大なAPロッキード製フロント8ポットブレーキ（リアは4ポット）を備えたブレーキ、クイックな7：1ステアリングシステム、クラッチもボーグ＆ベックのドライツインプレートに変更された。ショーの開始時にはボディの前後にウォルターウルフのWの小さいステッカーが貼られていたが、ショー途中で剥がされた。LP400Sプロトティーポとも呼称され「ウルフ・カウンタック3号車」として、ボディのエッジやビッグウイングのセンターに赤と金のピンストライプが入れられ、リアウイングが付けられ1978年4月10日に出荷された。納車後にドイツのブフマン製DINFOSデジタルメーターに交換されている。なお、エンジンを抜かれた2号車にはLP400のエンジンが搭載された。
ウルフが手放した後、ドイツで約10年過ごし、2号車と同じドアミラーが四角い空力的なタイプや、4連のフォグランプ付きグリルに交換されたりしたのを経て、1999年のブルックスオークションに出品され、日本に上陸したが入手したオーナーは雑誌媒体やイベントに公開せず、車両が現存しているのかも確認できない時期が長く続いた。2014年に東京の新たなオーナーの手に渡りレストアをする前後にオーナー自らがウルフ、ダラーラと会い、3号車の開発のいきさつとエンジン換装についての確認を受け、オリジナルのネイビーブルーに赤と金のピンストライプ、金のビタローニセブリング風ドアミラーで仕上げられ、2015年4月18日に都内ホテルでお披露目され、レストア内容が車雑誌「CAR MAGAZINE」、「GENROQ」、「ベストカー」、「カーグラフィック」などに掲載された。金の砲弾型ドアミラーに替えられ2021年10月にイタリア北部ロンバルディア州コモ湖のホテル「ヴィラデステ」での欧州最古の自動車コンクール「コンコルソデレガンツァ（Concorso d'Eleganza）」にLP500プロト復刻車らと出展された。
以上3台のウルフカウンタックのワイドタイヤ採用に伴うオーバーフェンダーやフロントスポイラー、リアウイング、約5Lに拡大したエンジンユニット等の特徴的なデザイン、仕様は以降の生産モデルLP400S、5000S、5000クワトロバルボーレ、25thアニバーサリーらの開発と、1973年には世界的な金融危機、石油危機を受け売上高の減少したランボルギーニの経営建て直しにつながる重要な足がかりになった。

#### LP500R
ブラックボディに細いホワイトのウェーブラインが特徴でシャーシナンバーは#1120144。シーサイドモーターによってドイツから1977年に輸入された。カウンタックGTまたはSSとも呼称され、スーパーカーブーム当時、赤いウルフカウンタック1号車と人気の双璧を成し東京スーパーカーショー1977他に出展された。外観はウルフ・カウンタックに若干似ているが長方形の翼端板付きリアウィング、リアのみの小振りなオーバーフェンダー、フロントエアダム形状等が異なり、15インチ（14インチの説も有）の当時は金か黒、現在は黒のBBSメッシュホイールを履く。エンジンは3929ccのLP400のものでありながらLP500Rと呼称され、1977年当初は左右ドアに「500」の表記は無くリアにGTの表記があった。当時はホワイトラインのカラーリングやリアオーバーフェンダー（ウルフに形状が近い）、ウイング等を真似た車両（通称LP500RT）も存在した。ランボルギーニへの依頼者の詳細が不詳のミステリアスな個体であるが、ロッソ誌にて当時ファクトリーでテスト中のスクープ写真が掲載された。車両は全く別のクワトロバルボーレタイプに外観が変更されたのを経て、現在は愛知県のオーナーが所有し、オリジナルのブラックボディにホワイトのウェーブライン、ドア裾に「500R」表記に戻され、フロントフェンダー前のサイドマーカーは丸形、テールライトには丸い後部反射器が追加され、イベントなどでその姿を見る事が出来る。

### LP400S

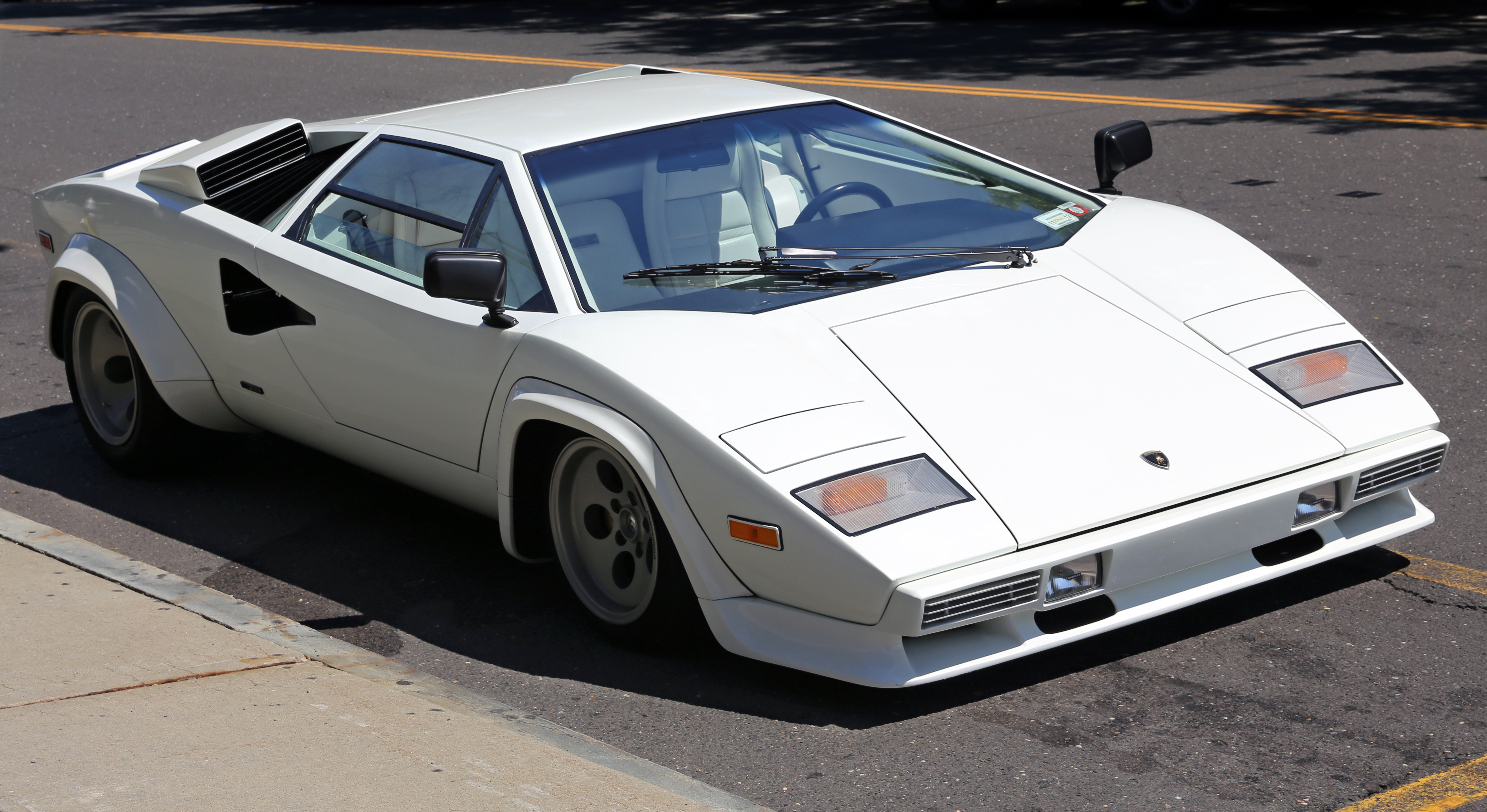
LP400S（シリーズ 2）

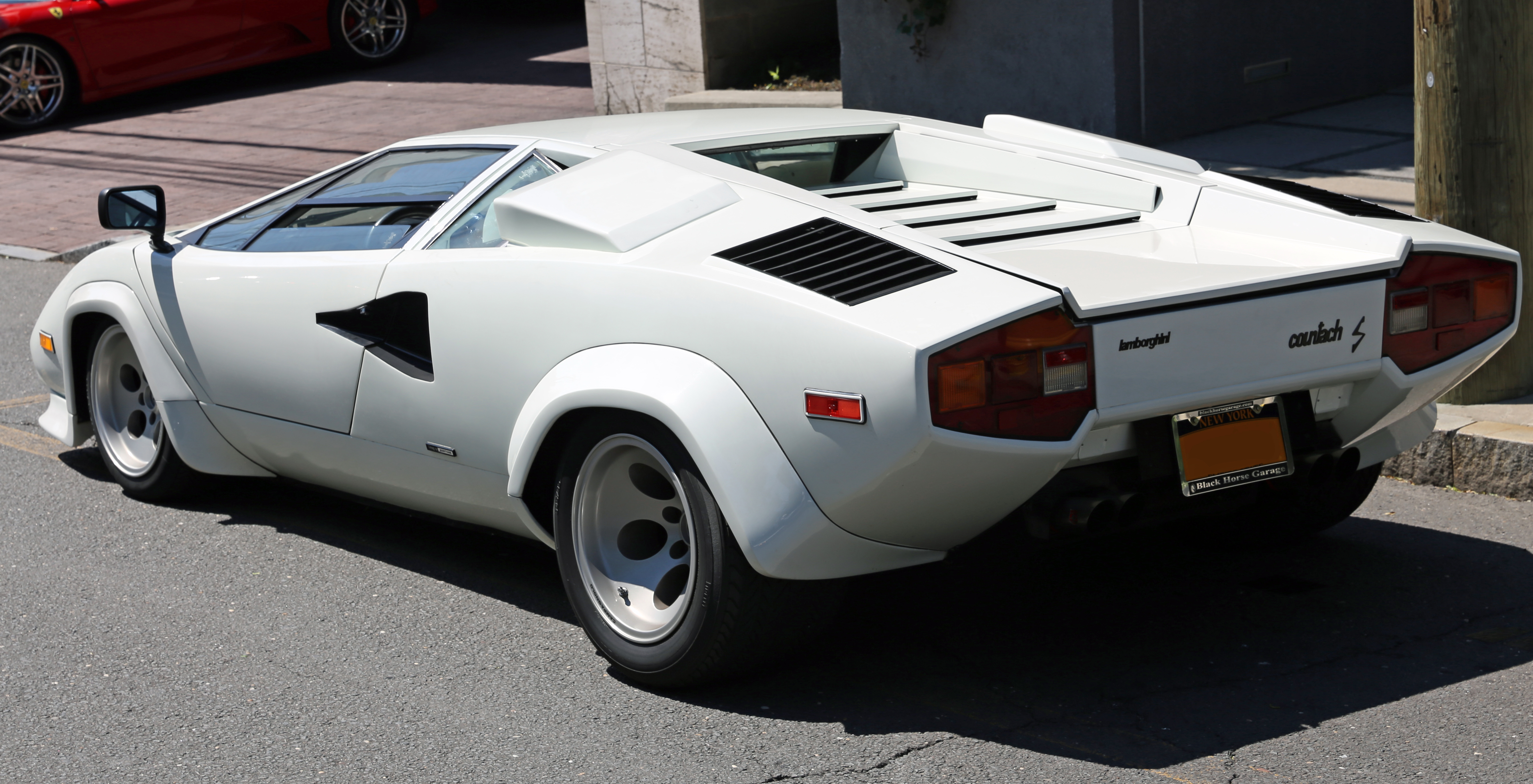
LP400S（シリーズ 2）

1978年には、上記ウォルターウルフ・カウンタック3号車がファーストデリバリーのLP400Sが登場。前後オーバーフェンダー付きでタイヤはミシュランから変更された当時の市販車用で入手可能な最も幅広のリアで345/35R15
、フロントは205/50R15のピレリ CINTURATO ™ P7 。シルバーまたはゴールドのホイールはフロントは8.5J、リアは12J。ハンドリングは、ワイドタイヤによって改善され、コーナリング中の車の安定性は向上した。LP400のGirlingブレーキキャリパーはATEブレーキディスクに替えられ、LP400の直径267mmに対して、フロントは300mm、リアは284mmと拡大された。ウルフ・カウンタックの評判からオプションでV字型リアウイング（ビッグウィング、スモールウイング）が用意され、ほとんどのオーナーはウイング付きの車を注文した。後端のエンブレムは「countach」の横に角張った「S」が追加された。仕様変更でシリーズ1～3迄、計237台が生産された
- シリーズ 1 - シャーシナンバー#1121002から#1121100まで、生産台数50台。ルーフのペリスコープ廃止。ローボディ。極初期に5つの穴の縁が突き出たカンパニョーロ製「ブラボー・ホイール」か、OZ製の縁が無い滑らかな5つ穴のいずれもマグネシウム・ホイールがある。小型のスチュワートワーナー（Stewart Warner）ステージIII 8連メーター（縦オドメーター）、ステアリング・ホイール、45mmキャブレター等はLP400と同じ装備。
- シリーズ 2 - シャーシナンバー#1121102から#1121310まで、生産台数105台。このモデルまでがローボディ、低めのサスペンションである。カンパニョーロ製「ブラボー・ホイール」は縁が無い滑らかな5つ穴に変更され、OZ製ホイールの材質はマグネシウムからアルミニウムに変更された。8連メーターが7連に変更され上記のシリーズ1のLP400と同じ装備は更新[65]された。ランボルギーニのファウンダー、フェルッチョ・ランボルギーニが所有したパール・ホワイト色のウイング付きの個体[66]#1121164が含まれる。
- シリーズ 3 - シャーシナンバー#1121312から#1121468、生産台数82台。このシリーズ3以降の全てのカウンタックは室内スペースの高さが3cm増加したハイボディとなり、シリーズ1、2の車に比べてサスペンションの車高が高いことでも識別できる。

### LP500S（5000S）

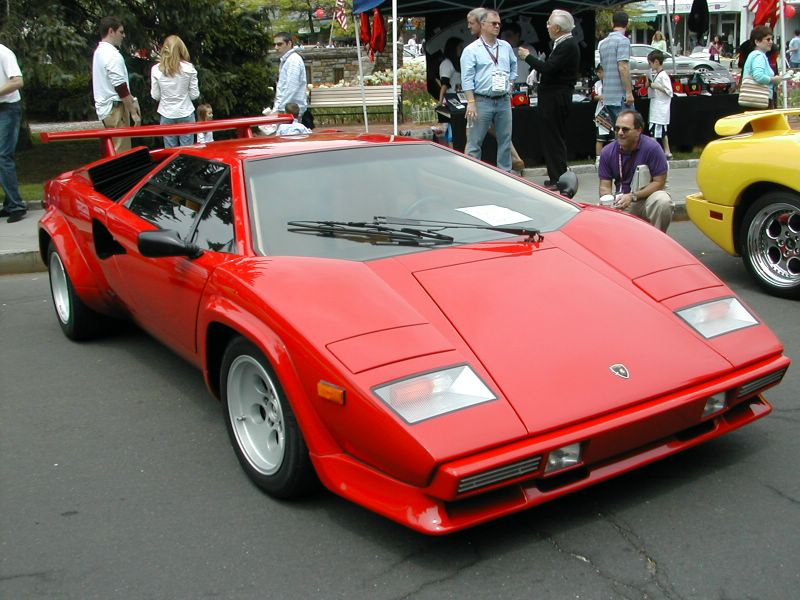
LP500S（5000S）

1982年ジュネーブ・モーターショーに出展。後にゼネラルマネージャーに就任したエンジニア、ジュリオ アルフィエーリが最初に手掛けた最高出力375hp/7000rpm、最大トルク41.8kgm/4500rpm、4,754 ccエンジンのLP500Sが登場し1985年まで、323台が生産された。V12エンジンの2バルブ、ウェーバー45DCOEツインチョークキャブレター6基はサイドドラフト。米国に初めて正式に輸入され、型式承認を受けたモデルでもあり、北米仕様はKジェトロニックのインジェクション仕様（ボッシュKジェトロニック）。外見、ボディ、タイヤホイールサイズはLP400Sシリーズ3を引き継ぎ、フロントウイングがオプションに追加され、内装は若干改良された。リアのエンブレム表記は5000Sとなっている。

### 5000QV

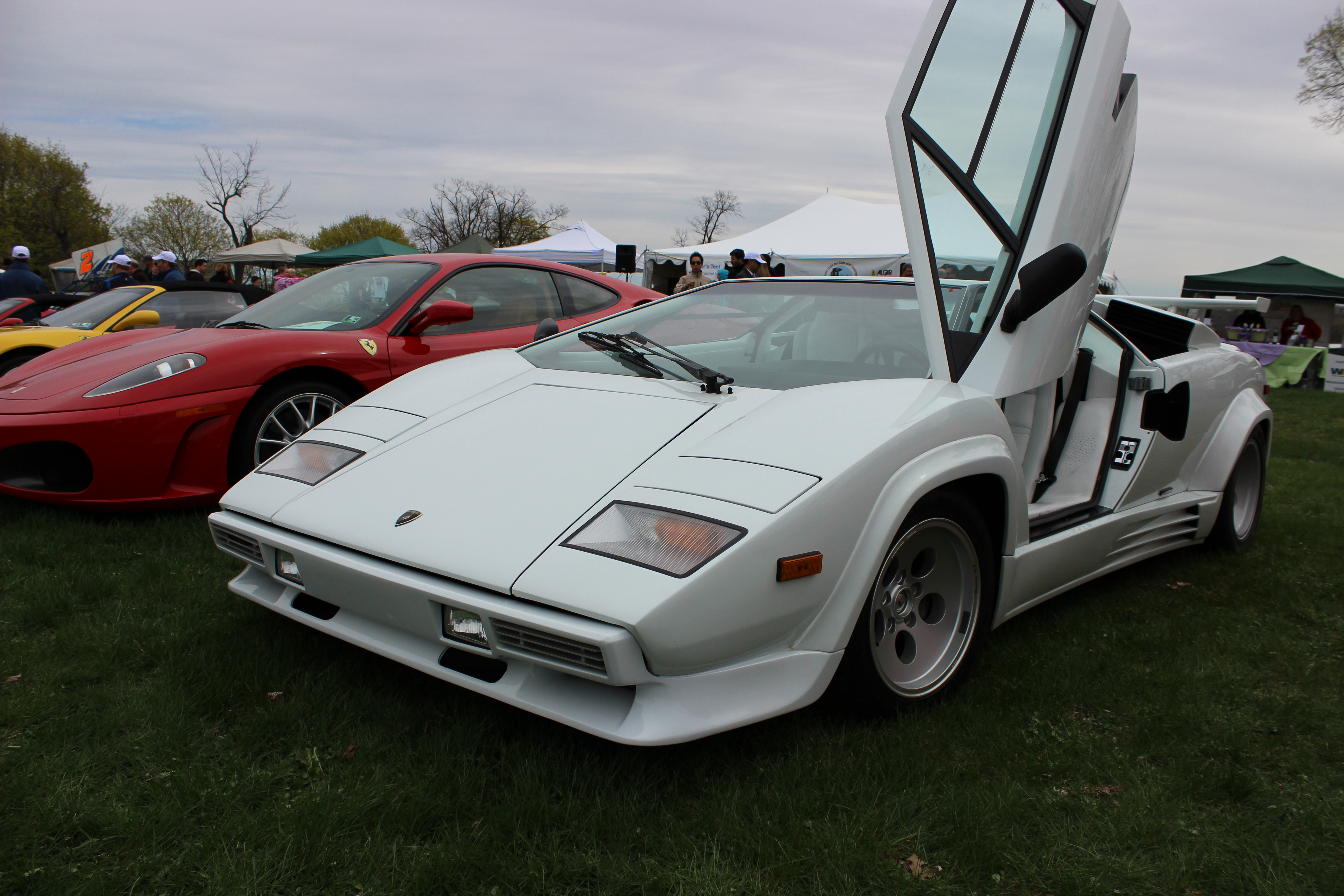
5000QV　オプションのサイドスカート付き

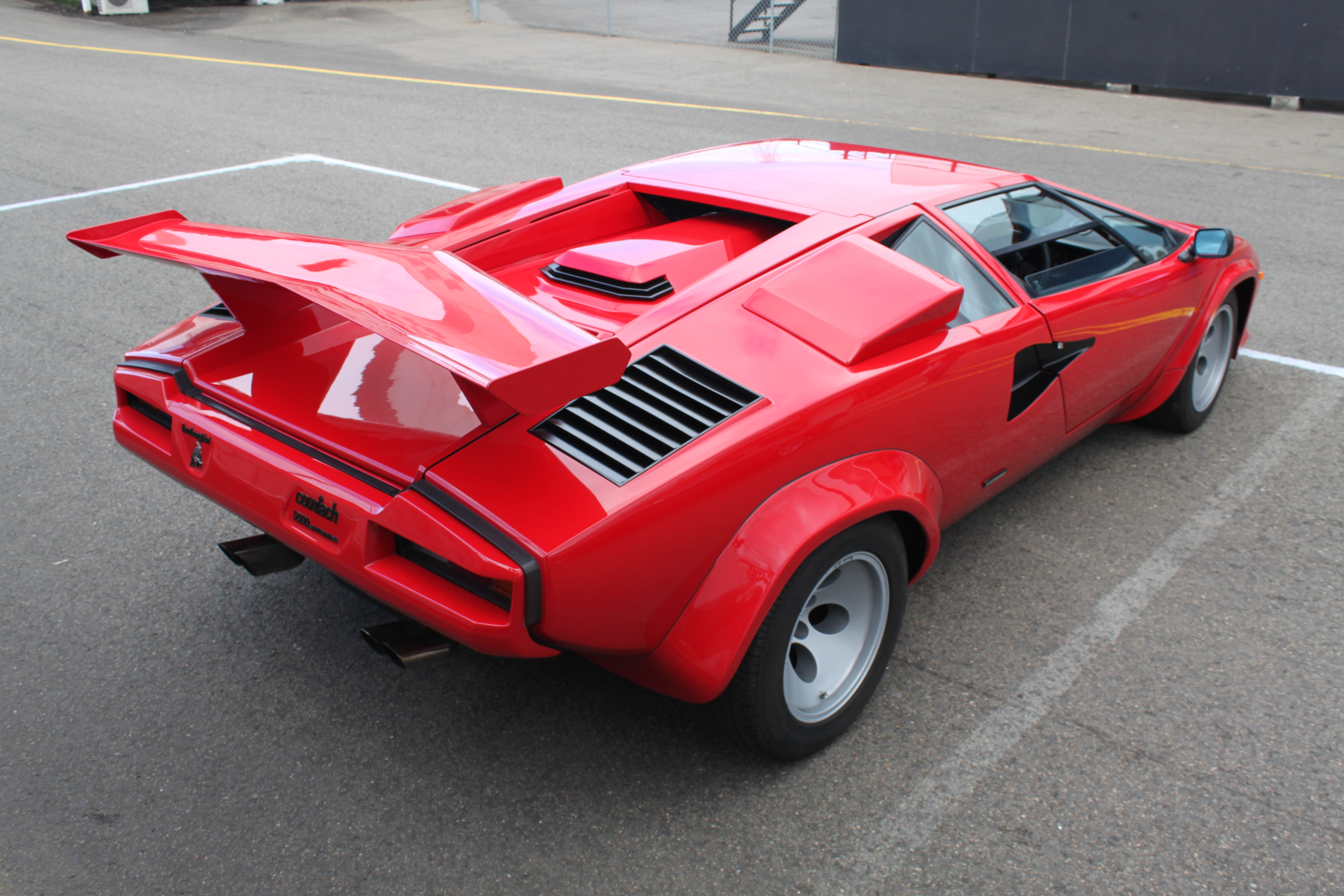
5000QV

1985年には競合車種のフェラーリ・テスタロッサに対抗すべくV12エンジンを4バルブ化、キャブレターを冷却向上のためにサイドドラフトからダウンドラフト（DD）に変更し排気量を5,167 ccまで拡大しそれまでの12気筒エンジンをさらに進化させた5000クワトロバルボーレ（5000QV）が登場した。この技術改良はキャブレターの変更も要し、新たにウェーバーDCNFキャブレター6基が導入され、キャブレターをエンジンの側面から上部に移動したことにより、エンジンフードは膨らんだパワーバルジ付きデザインに変更され、すでに悪かった後方視界は更に悪化した。このエンジンは改良が施されてLM002にも搭載されている。後期型に見られるV型12気筒48バルブとキャブレターの組み合わせは、市販車における唯一の採用例であるが、北米向けモデルは、インジェクション（ボッシュKジェトロニック）と触媒コンバーター、排ガス回収装置を搭載。出力アップは455hp/7000rpmと驚異的なエンジンであった。後期タイプのエンジン排気量アップはエンジン生産ラインの都合により、シリンダーヘッドとブロックの間にスリーブを挟むという強引な手法によるストローク伸長で実現されており、後継車種のディアブロになって、ようやくボア・ピッチが拡大された。燃料噴射エンジンの定格は420 PS。ヨーロッパ仕様のダウンドラフトキャブレター仕様では、6つのウェーバーキャブレターを使用して定格はテスタロッサを75 PS上回る7,000rpmで455 PS、5,200 rpmで500N・m（369lbf・ft）のトルクを発生した。エンジンフードのボディパネルはランボルギーニが複合素材を初めて市販車に使用したケブラーに置き換えられ、フロントトレッドは4.4mm広げられタイヤは225/50 YR 15サイズと太く、PIRELLI CINTURATO ™ P7とそのままで外見的な変更は最小限に抑えられ、1988年からはブレーキダクト付きのサイドスカートがオプションに追加された。米国バージョンはサイドウインカーとリアパネルのバンパーの輪郭、大きなフロントバンパー等の特徴がある。米国での正式な型式承認はクワトロバルボーレまで受けていなかった。1988年まで、610台（631台の説もあり）が製造され、66台が燃料噴射システム仕様である。

### 25thアニバーサリー

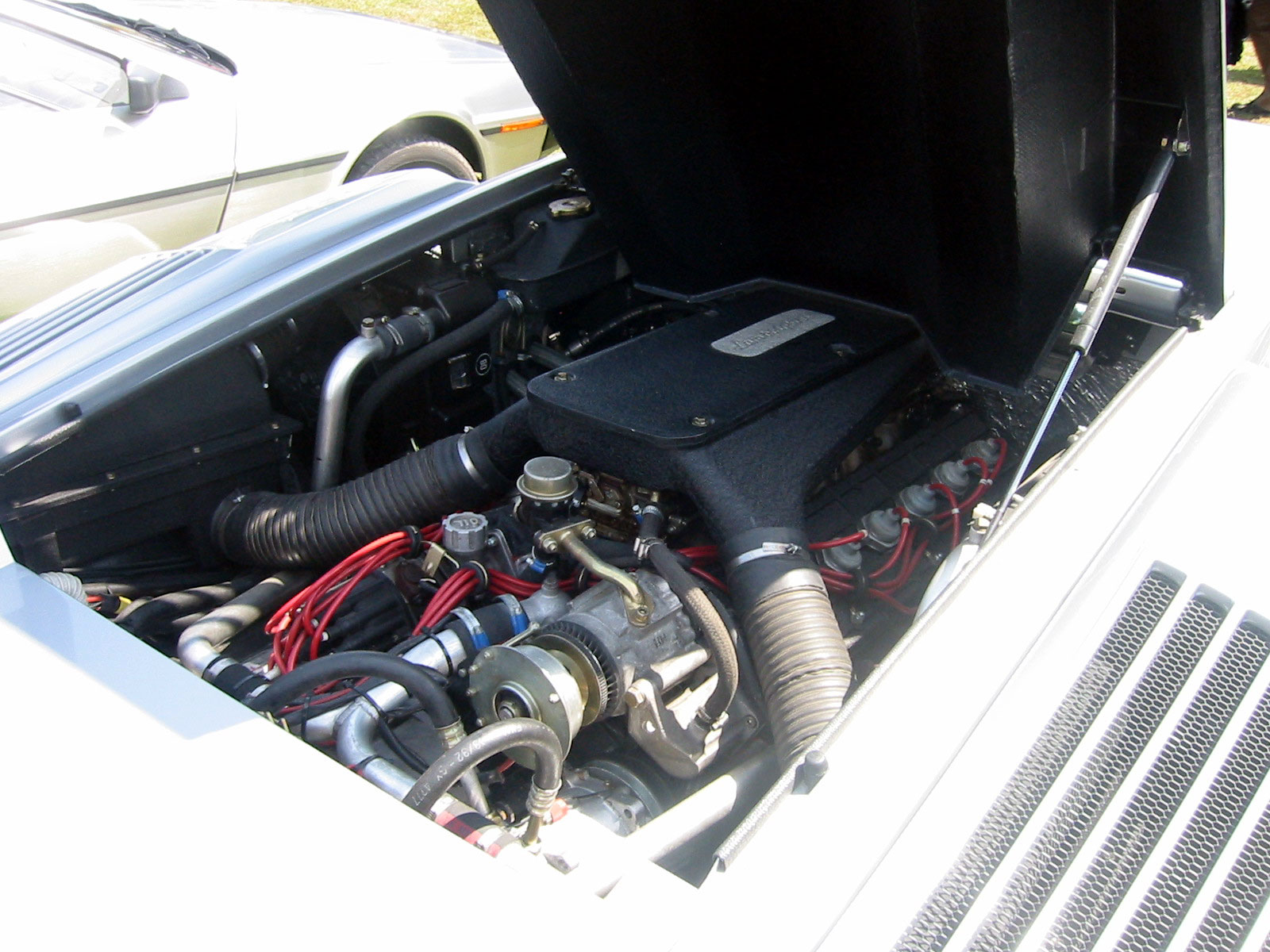
25thアニバーサリーのダウンドラフトエンジン

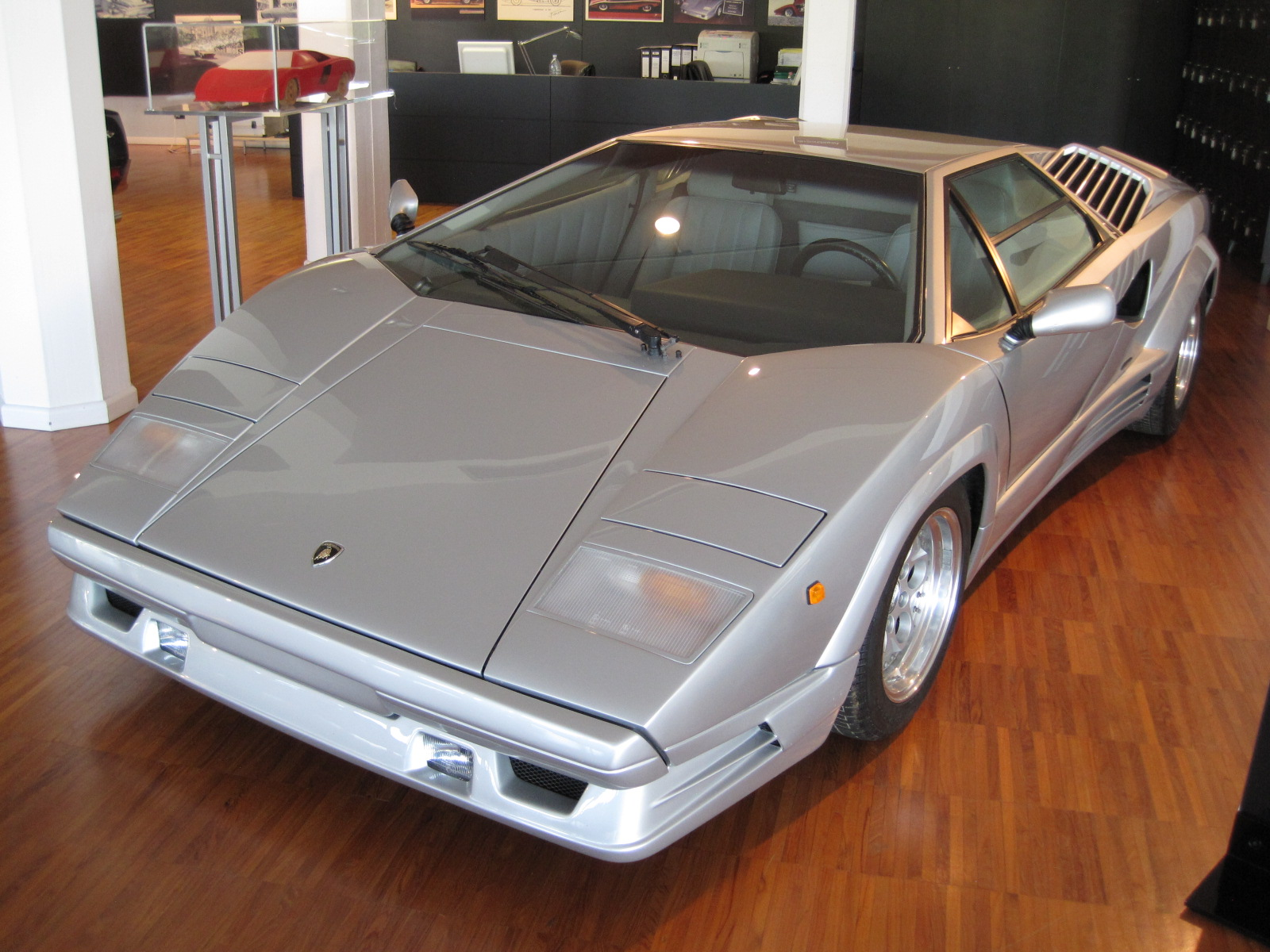
ランボルギーニミュージアムの25thアニバーサリー

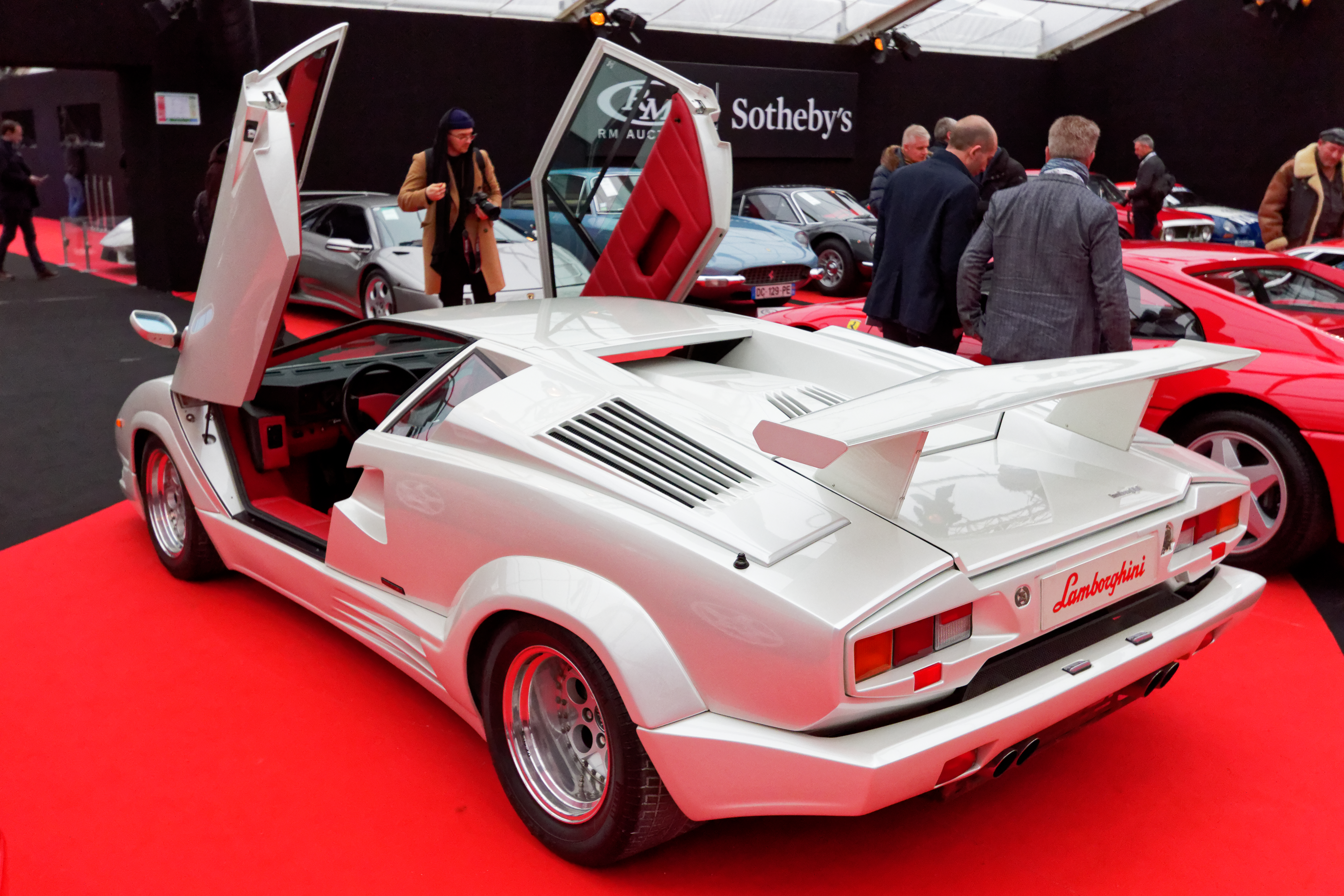
25thアニバーサリー(rear)　オプションに無いスモールウイングが後付けされている。

ランボルギーニ創立25周年記念モデルとして25thアニバーサリー（25th Anniversary）はカウンタックの後継車の複数の技術をテストするために、下記の試作車を経て設計された。
- L150 -ランボルギーニがクライスラーに買収される前、創立25周年記念モデルの開発がスタートした時にL150という試作モデルが作製された。デザインはジュリオ・アルフィエーリで、ベースとなったのは1986年式クワトロバルボーレのインジェクション仕様であったが、クライスラーの意向で廃案になった。現存は1台のみで、日本にある。

- カウンタックエヴォルツィオーネ -カウンタックの後継車の複数の技術をテストするために、1987年に作製されたプロトティーポ車である。1983年からランボルギーニに在籍していた (オラチオ・パガーニ) らが当時チーフエンジニアのルイジ・マルミローリに複合素材エンジニアリングチームをつくる事が許され、作製された。従来のカウンタックとの根本的な違いは、プロダクションモデルのスチールスペースフレームシャーシは無く、新しい複合ユニボディ構造のバスタブ状センターモノコックボディに完全に置き換えられ、ケブラーと炭素繊維強化プラスチック、アルミニウムハニカムパネルなど、多くの複合材料が組み込まれた。フロントブーツリッド、リアエンジンカバー、フロントエアダム、ホイールアーチはカーボン/ケブラーコンポジットで作られ、ウィングとドアは従来型でありながら軽量のアルミニウムパネルを使用し、すべてのボディパネルは塗装されない剥き出しだった。複合材料で作られた空力ホイールカバーもテストされたが、熱の蓄積とブレーキのフェードが増加することがわかった。これらの変更により、LP5000QVと比較して、約397 kg軽量化され、新しいボディは抗力係数を約10％減少させ、不足していた内装の防音、エアコンも充実させられた。テストを続けで継続的に変更され、トランスミッションはショートスローシフターに変更されたが、それ以外はLP5000QV生産モデルのエンジン、サスペンション、ホイールを使用したが、これらのコンポーネントはすべてテスト中に変更され、エンジンは、実動エンジンに基づいているが、パフォーマンスを向上させるためにチューンされており、約368 kW（500 PS; 493 hp）を生成し、約4秒で0–97 km / hに加速し、最高速度は約320 km / hと報告された。ランボルギーニのエンジニアは、エヴォルツィオーネが存在した間、多くのテクノロジーのテストベッドとして使用し、4WDドライブトレイン、電子制御の車高、アクティブサスペンション、ABS、格納式の低抗力ワイパー等があった。この1台きりのエヴォルツィオーネプロトティーポは、衝突試験で破壊され、現在しない。エヴォルツィオーネは量産に繋がらなかったが、1988年の下記25thアニバーサリーと後継車ディアブロには、複合ボディパネル、カーボンファイバー/ケブラーを含むエンジニアリングの一部、下部ドアシルに統合されたエアインテークなど、エヴォルツィオーネの機能が反映された。オラチオ・パガーニはメーカーとして独立し、1999年にカーボンモボコックシャシーはパガーニ・ゾンダに結実し設計、販売された。

1985年、エンジニアのルイジ マルミローリがジュリオ アルフィエーリの後を継いでアウトモビリ・ランボルギーニの技術部門の責任者に就任した年には既にカウンタックの生産終了が予見されていたが、後継車ディアブロの開発が遅れた事もありカウンタックアニバーサリーの発売が決定。幾つものプロポーザルの中から選ばれたのは1985年に考案したジャルパのリスタイリング案を発展させたオラチオ・パガーニによる画稿だった。生産開始から14年を経たカウンタックに新鮮さを取り戻すべく、1988年9月のパリ・モーターショーで、ランボルギーニ創立25周年記念モデルとして25thアニバーサリー（25th Anniversary）を発表。機械的には5000QVと同様で、スタイリングを担当したのは、のちにパガーニ・アウトモビリ社を創業することになる当時ランボルギーニに在籍していたオラチオ・パガーニ (Horacio Pagani) 。パガーニはシェイプに丸みを加え、オーバーフェンダーやドアの下のプレート部分などの突起部分がより自然な形で組み込まれるよう細部の形状が変更され、特に、ウインドウ後部のエアボックス吸気ダクトをシャープに引き伸ばし、さらに後方にあったダクトを前方に移動し、ボックスの真上に配置され、横方向から縦方向に走るフィンストレーキに改められた。これにより、ラジエーターの後ろにあるエアボックスの位置を移動させることができ、ラジエーターからの空気の流れが良くなりエンジンの冷却が改善された。また、デュアルレイズドセクションとトライダクトのコンセプトから、5000QVですでに変更されたエンジンベイカバーを再デザインし、デュアルダクトが組み込まれ、更にリアバンパーが導入され、LP400Sからオプションのリアウイングは設定が無くなった。試作車上記エボルツィオーネから直接採用されたものも含むこれらの変更は、ダウンフォースとドラッグについて優れた結果を出している。OZ製の新デザインピアスボルト付き2ピースアルミホイールは15インチ径でリア12J。Pirelli P Zero Asimmetricoのサイズはフロント225/50R15、リア345/35R15でシャシーは新しいタイヤサイズに合わせて調整された。カウンタックの最も洗練された、最速のバリエーションであり、4.7秒で0〜97 km/hに加速し、最高速度295 km/hを達成した。電子燃料噴射装置が搭載された「米国」バージョンと、キャブレターを搭載したその他の地域向けのバージョンとで大きく異なる。内装はホールドがよりコンパクトになったシートは電動で調整可能になり、パワーウィンドウも搭載された。本モデルがカウンタックの最終モデルとなり、各モデルの中で最多となる657台がランボルギーニ・ディアブロに代わる1990年まで生産された。最後にラインオフした1990年7月4日にヨーロッパ仕様で生産されたArgeno Metallizzato（メタリックシルバー）色で内装はグレー革のナンバー658を冠した個体（シャーシナンバー：ZA9C005AOKLA12085）は、当初LP500プロトのデザイナーのマルチェロ・ガンディーニに寄贈される予定であったが、ガンディーニは「（自らの）過去の作品には興味がない」という理由でこれを辞退し、「ランボルギーニミュージアム」に所蔵された。

## レース用車両

### F1 セーフティカー
1981年から1983年にかけて、LP400S、5000Sがフォーミュラ1のモナコグランプリにおけるセーフティカーに採用された。1983年にはジャッキー・イクスがLP400Sを運転・先導した。
- 1981年　Countach LP400S(#1121312 #1121314 #1121210/CLA12471 #1121244) - Monaco Grand Prix
- 1982年　Countach 5000S(#CLA12477) Countach LP400S(#1121210/CLA12471 #1121314 #Unknown) - Monaco Grand Prix
- 1983年　Countach LP400S(#1121210/CLA12471 OZホイールのスポンサーデカール付き)- Monaco Grand Prix（ランボルギーニ・ジャルパも使用）

### カウンタック QVX
1985年、イギリスの輸入業者によって作製されたグループCのレース用車両。「5000QV」ベースの5.7Lエンジンを搭載するが、C2マシンのティガCG83がベースのポルシェ・956のような外観で、テールライト以外にカウンタックの面影はない。

### JLOC レーシング・カウンタック
1994年に寺井エンジニアリングが、ランボルギーニ本社と縁の深かった則竹功雄（JLOC代表）の協力で、「カウンタック 25thアニバーサリー」をベースにした競技車で全日本GT選手権（後のSUPER GT）に参戦した｡全5戦に参戦し、2回完走した。
ランボルギーニ本社はこれまで、ランボルギーニ車両を使用したレース活動はしてこなかったが、この挑戦がランボルギーニ社の心を動かし、翌シーズンは同社がチューンアップした「ディアブロ」で参戦。以降も「ムルシエラゴ」「ガヤルド」「ウラカン」など、カウンタックの系譜を継ぐ車両がGT300クラスに参戦し続けている。

## LPI800-4
2021年8月にカウンタックの50周年を記念して、自然吸気の6.5リッターV12エンジンと48ボルトの電気モーターを備えたカウンタック LPI 800-4が発表された。機構的にはランボルギーニ・シアン FKP 37をベースとし、112台が限定生産される。

## スペック
| 性能            |          |          |          |                |                       |       |          |          |                    |                    |          |          |
| モデル名        | 全長     | 全幅     | 全高     | ホイールベース | トレッド              | W/T比 | 重量     | 排気量   | 最高出力           | 最大トルク         | 乗車定員 | 生産台数 |
| LP500 prototipo | 4,140 mm | 1,890 mm | 1,029 mm | 2,450 mm       | (前)mm/(後)mm         |       | 1,130 kg | 4,971 cc | 440 馬力/7,400 rpm | 51.0 kgm/5,000 rpm | 2名      | 1台      |
| LP400           | 4,140 mm | 1,890 mm | 1,070 mm | 2,450 mm       | (前)1500mm/(後)1520mm | 1.62  | 1,065 kg | 3,929 cc | 375 馬力/8,000 rpm | 36.8 kgm/5,500 rpm | 2名      | 150台    |
| LP400S          | 4,140 mm | 1,995 mm | 1,029 mm | 2,443 mm       | (前)1490mm/(後)1605mm | 1.58  | 1,351 kg | 3,929 cc | 353 馬力/7,500 rpm | 37.0 kgm/5,000 rpm | 2名      | 237台    |
| 5000S           | 4,140 mm | 1,995 mm | 1,029 mm | 2,443 mm       | (前)1492mm/(後)1606mm | 1.58  | 1,490 kg | 4,754 cc | 375 馬力/7,000 rpm | 41.7 kgm/4,500 rpm | 2名      | 324台    |
| 5000QV          | 4,140 mm | 2,000 mm | 1,070 mm | 2,500 mm       | (前)1535mm/(後)1606mm | 1.59  | 1,490 kg | 5,167 cc | 455 馬力/7,000 rpm | 51.0 kgm/5,200 rpm | 2名      | 632台    |
| アニバーサリー  | 4,200 mm | 2,000 mm | 1,070 mm | 2,500 mm       | (前)1536mm/(後)1606mm | 1.59  | 1,680 kg | 5,167 cc | 455 馬力/7,000 rpm | 51.0 kgm/5,200 rpm | 2名      | 657台    |
| LPI800-4        | 4,870 mm | 2,099 mm | 1,139 mm | 2,700 mm       | (前)1784mm/(後)1709mm | 1.55  | 1,595 kg | 6,498 cc | 814 馬力/8,500 rpm | 73.4 kgm/6,750 rpm | 2名      | 112台    |